# San Juan Hau
San Juan Hau es una localidad del estado de Yucatán, México, comisaría del municipio de Tixkokob.

## Toponimia
El nombre (San Juan) hace referencia a Juan el Apóstol y Hau es un patronímico maya.

## Localización
San Juan Hau se encuentra al nororiente de Tixkokob.

## Infraestructura
- Una exhacienda semi abandonada.

## Importancia histórica
Tuvo su esplendor durante la época del auge henequenero y emitió fichas de hacienda las cuales por su diseño son de interés para los numismáticos.

## Demografía
Según el censo de 2005 realizado por el INEGI, la población de la localidad era de 0 habitantes.
| 138                         | 280 | 57 | 45 | 36 | 33 | 28 | 12 | 4 | ? | ? | ? | 0 |
| (Fuente: INEGI [Consultar]) |     |    |    |    |    |    |    |   |   |   |   |   |

## Galería

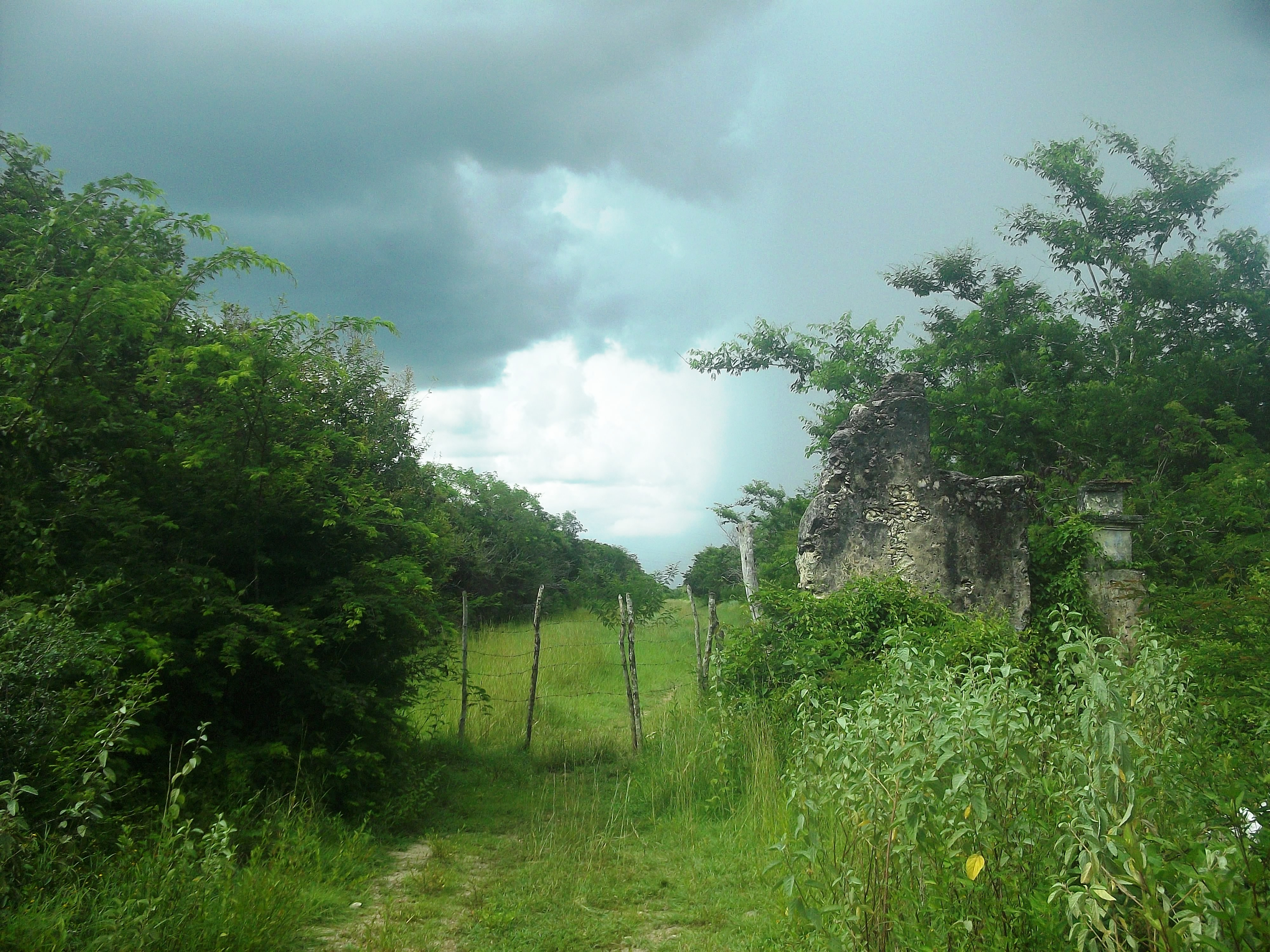
Entrada a San Juan Hau.
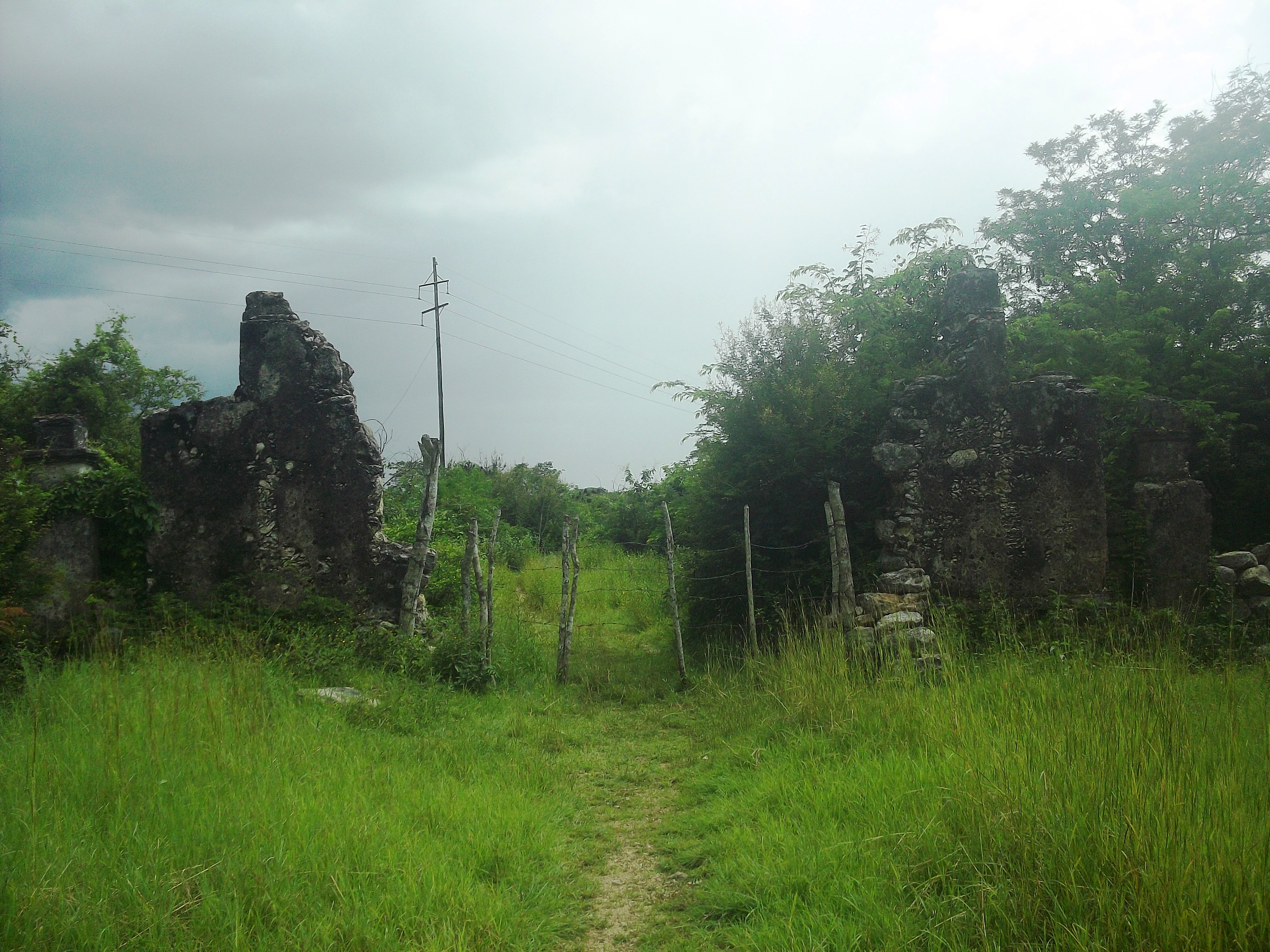
Entrada a San Juan Hau.
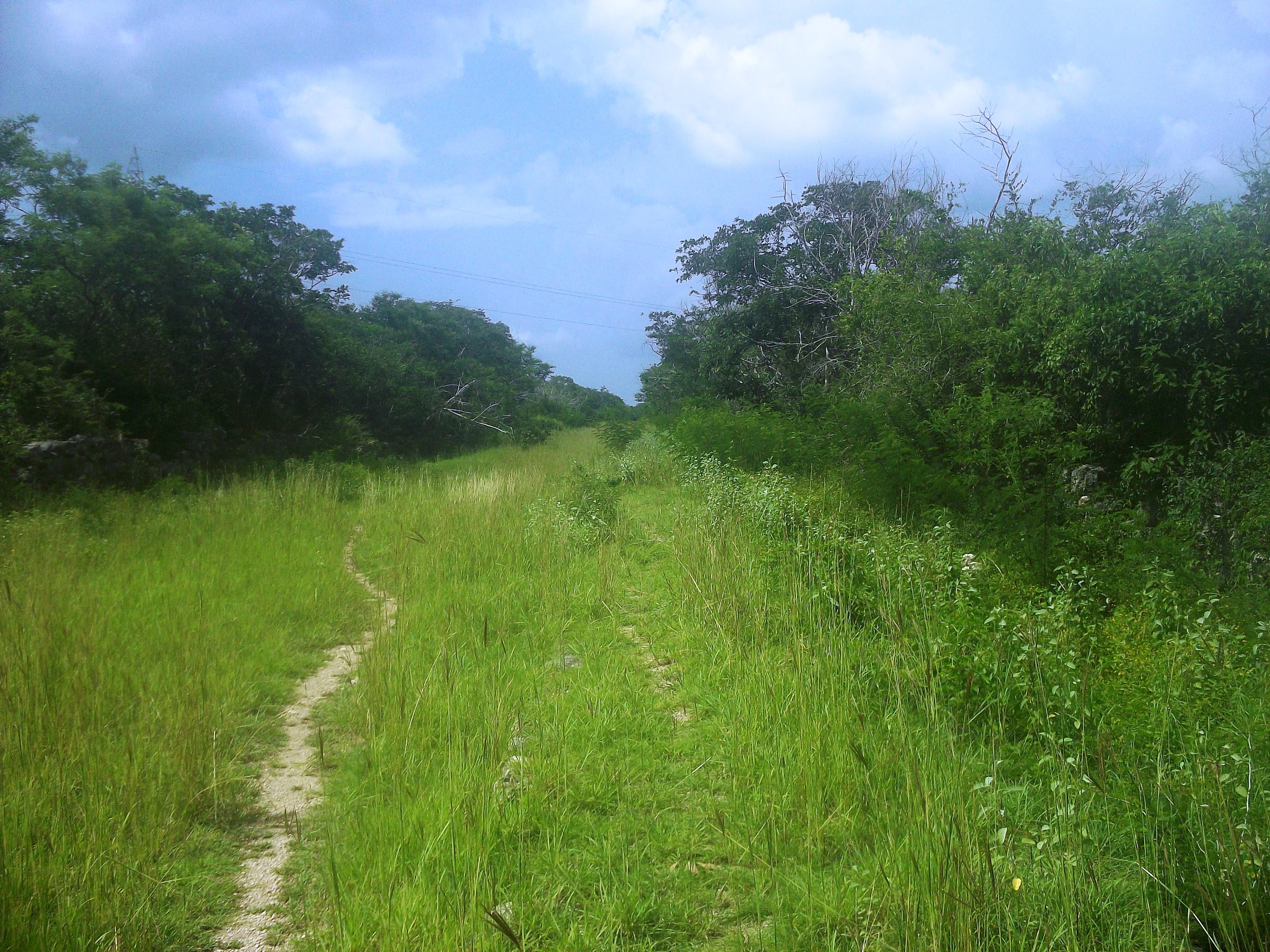
Camino a San Juan Hau.
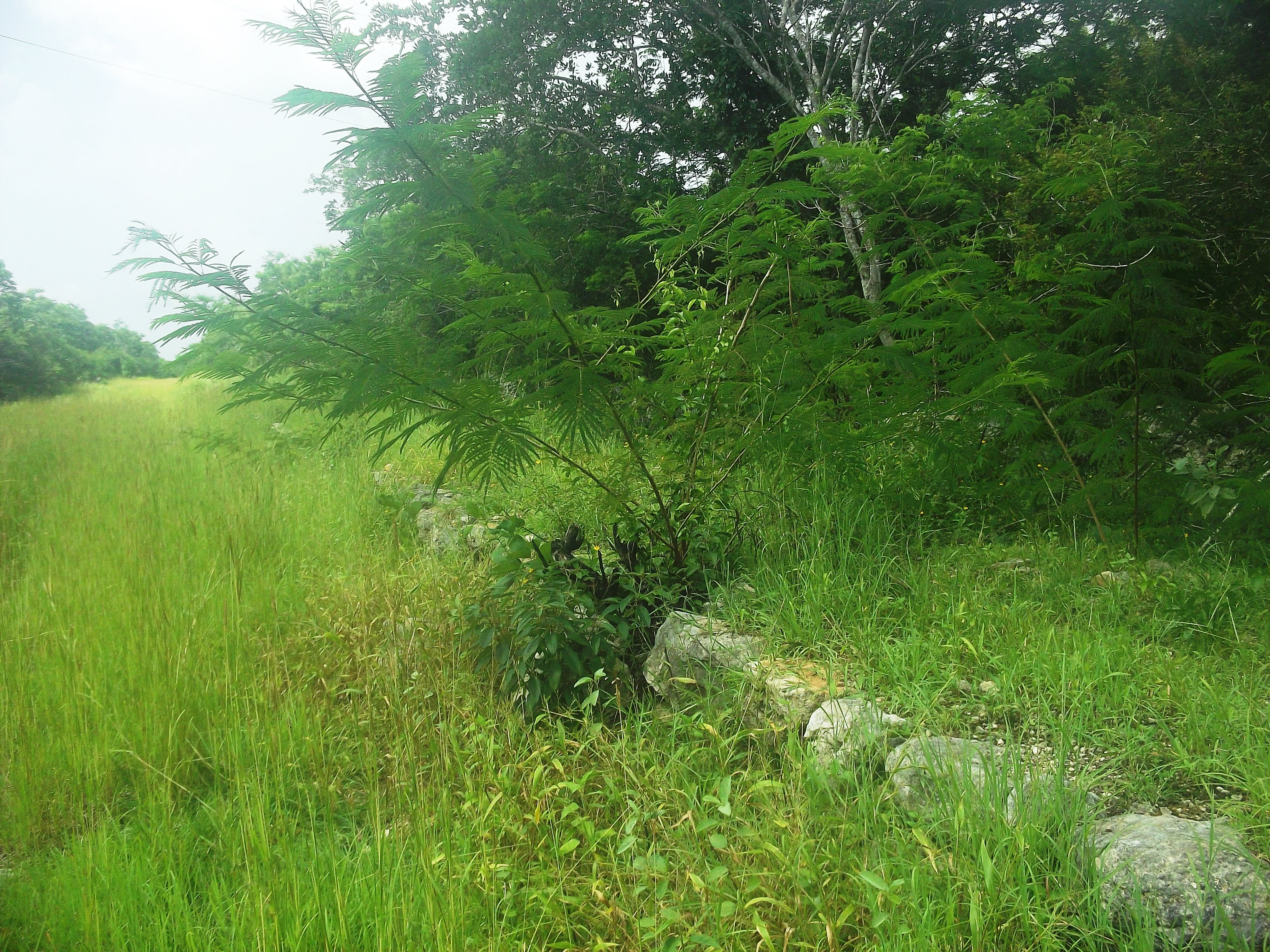
Pedraplén del tranvía a San Juan Hau.
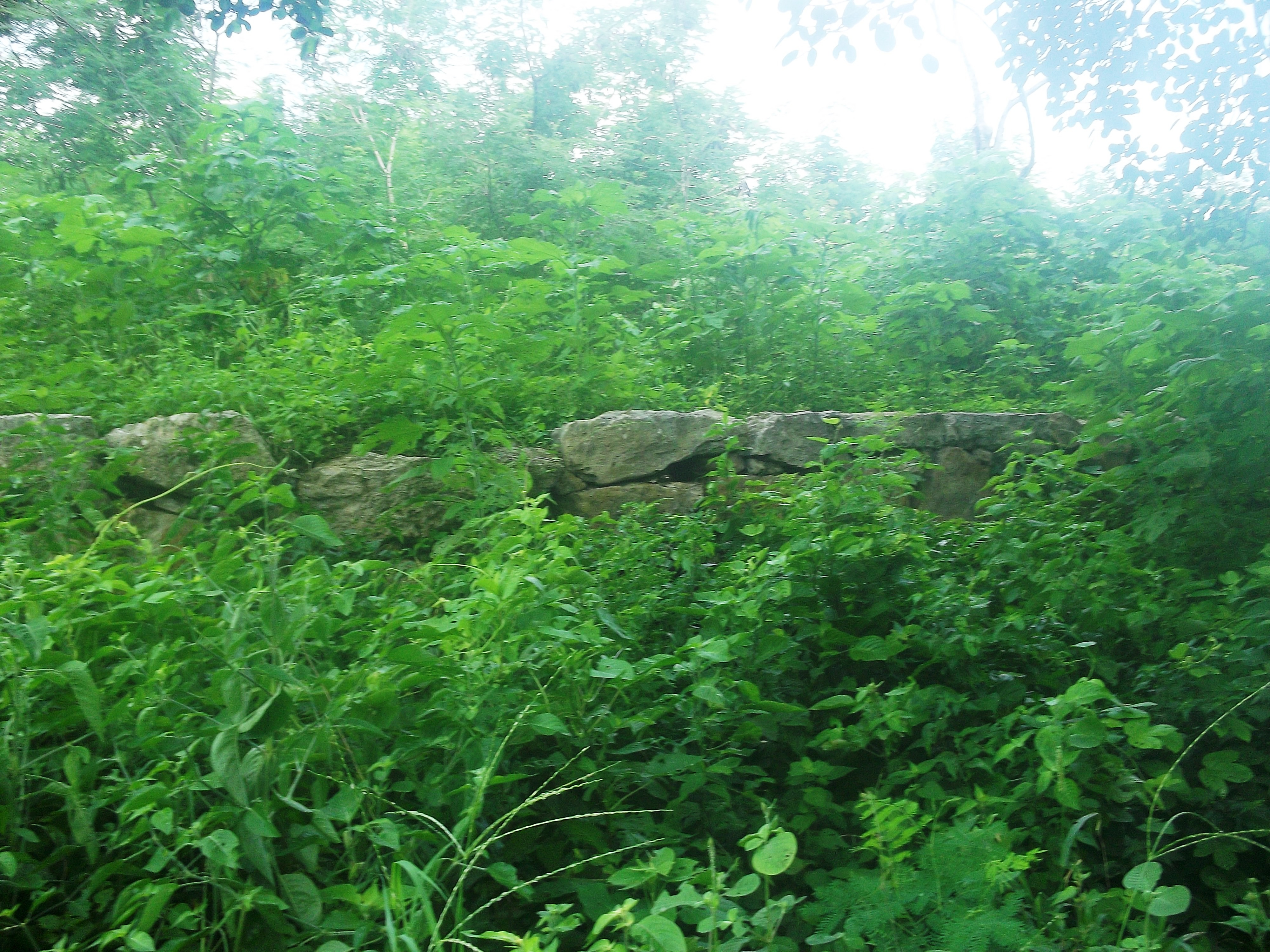
Pedraplén del tranvía a San Juan Hau.
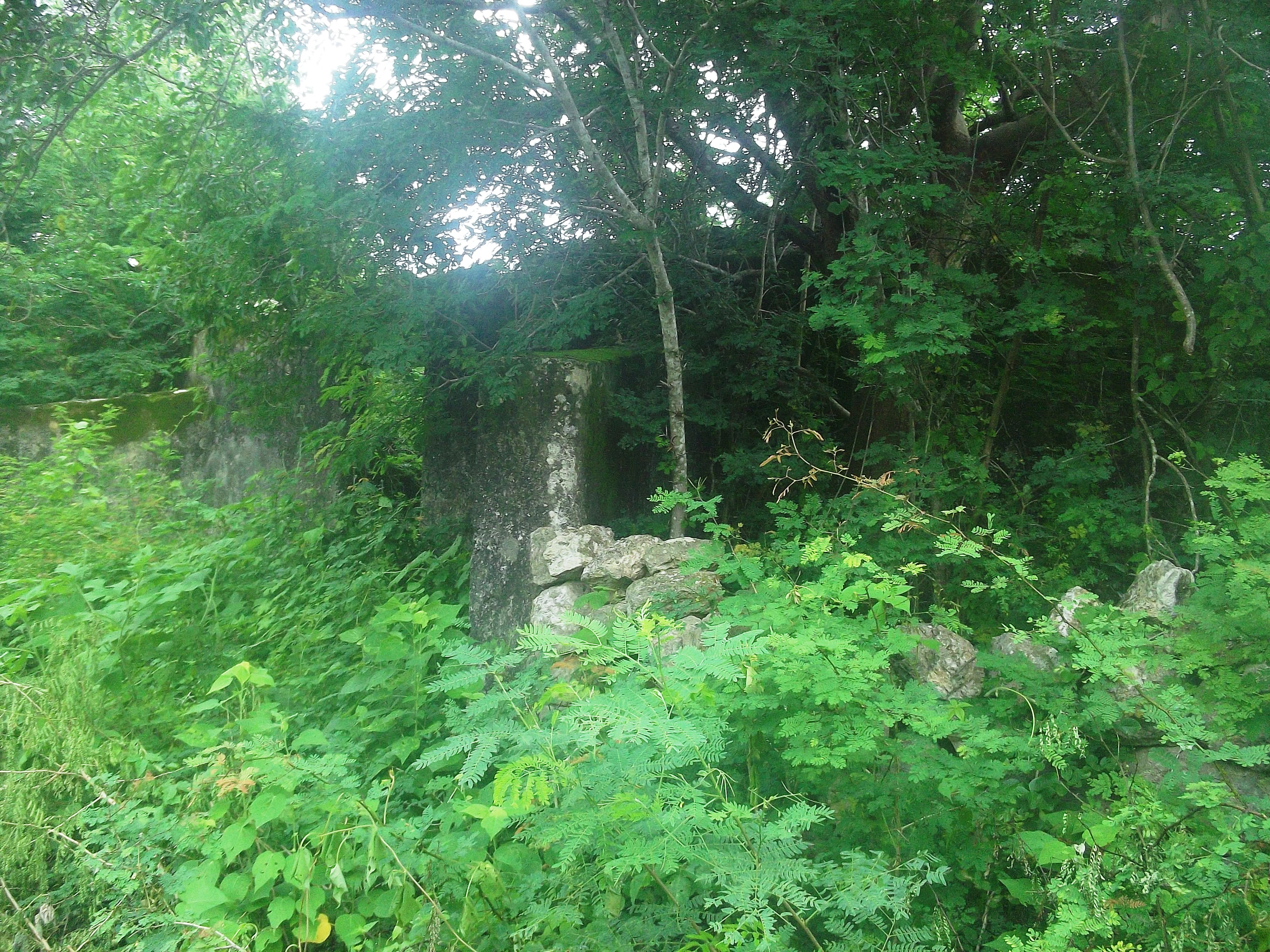
Vivienda de San Juan Hau.
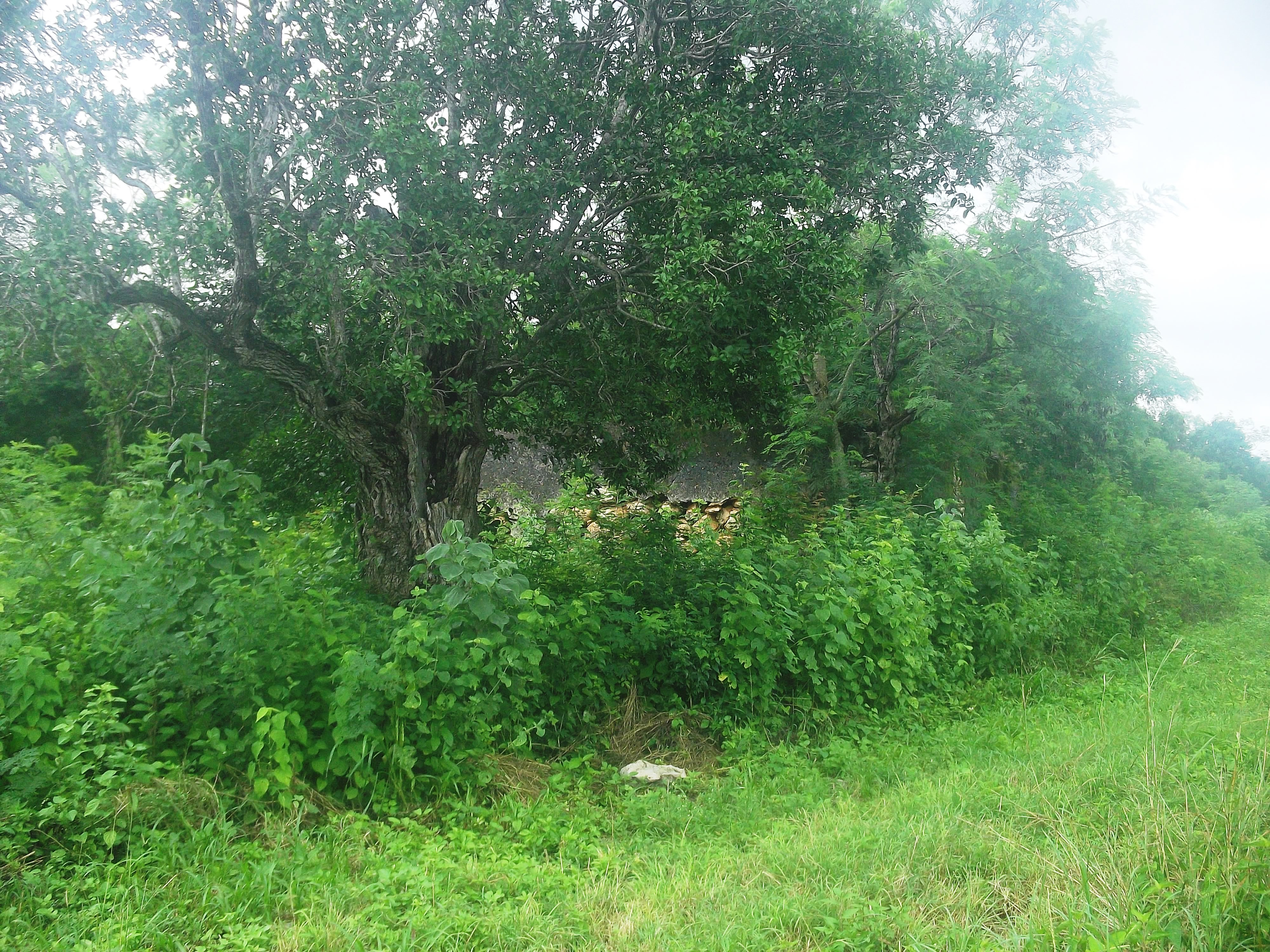
Corral de San Juan Hau.
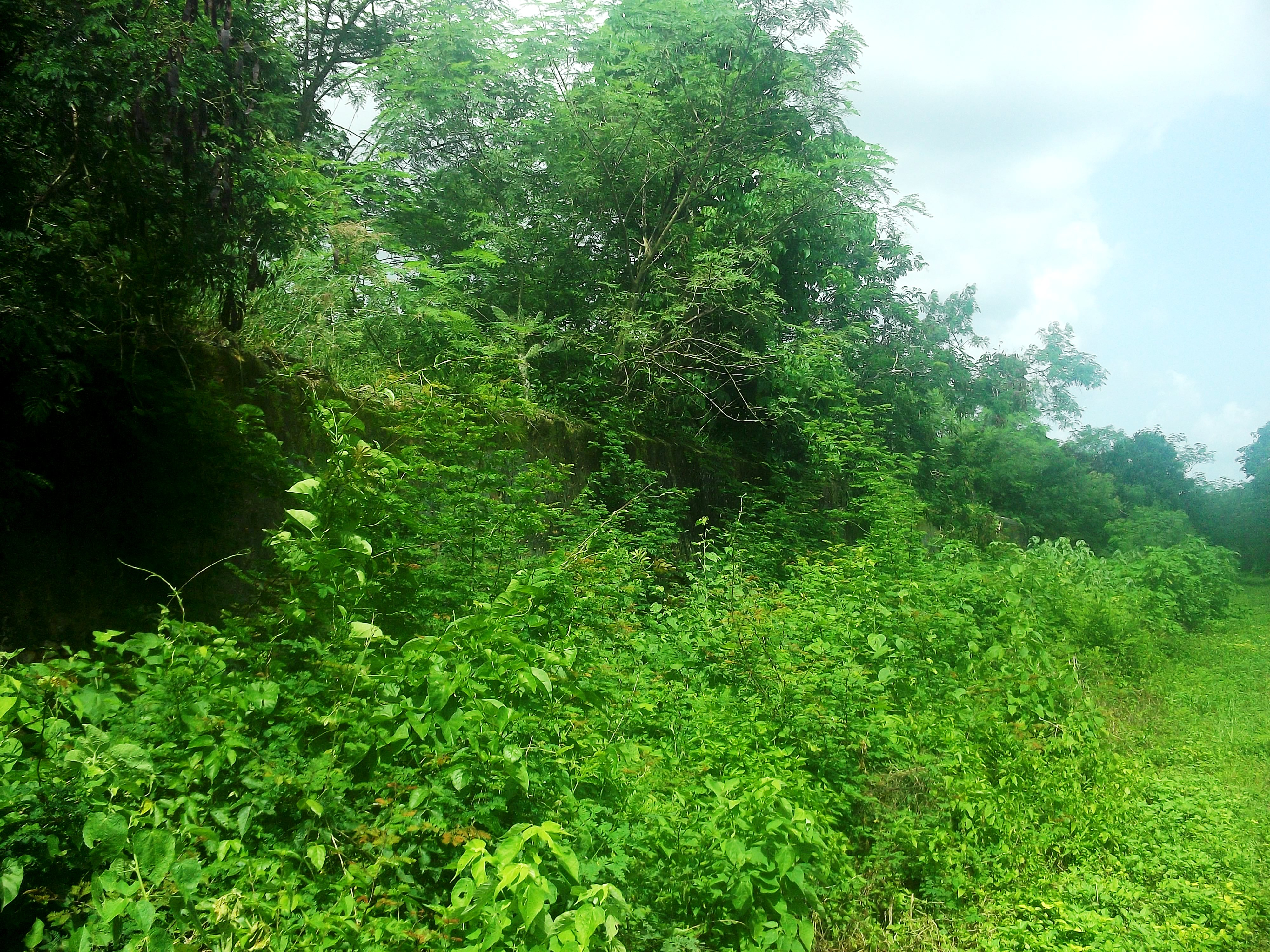
Corral de San Juan Hau.
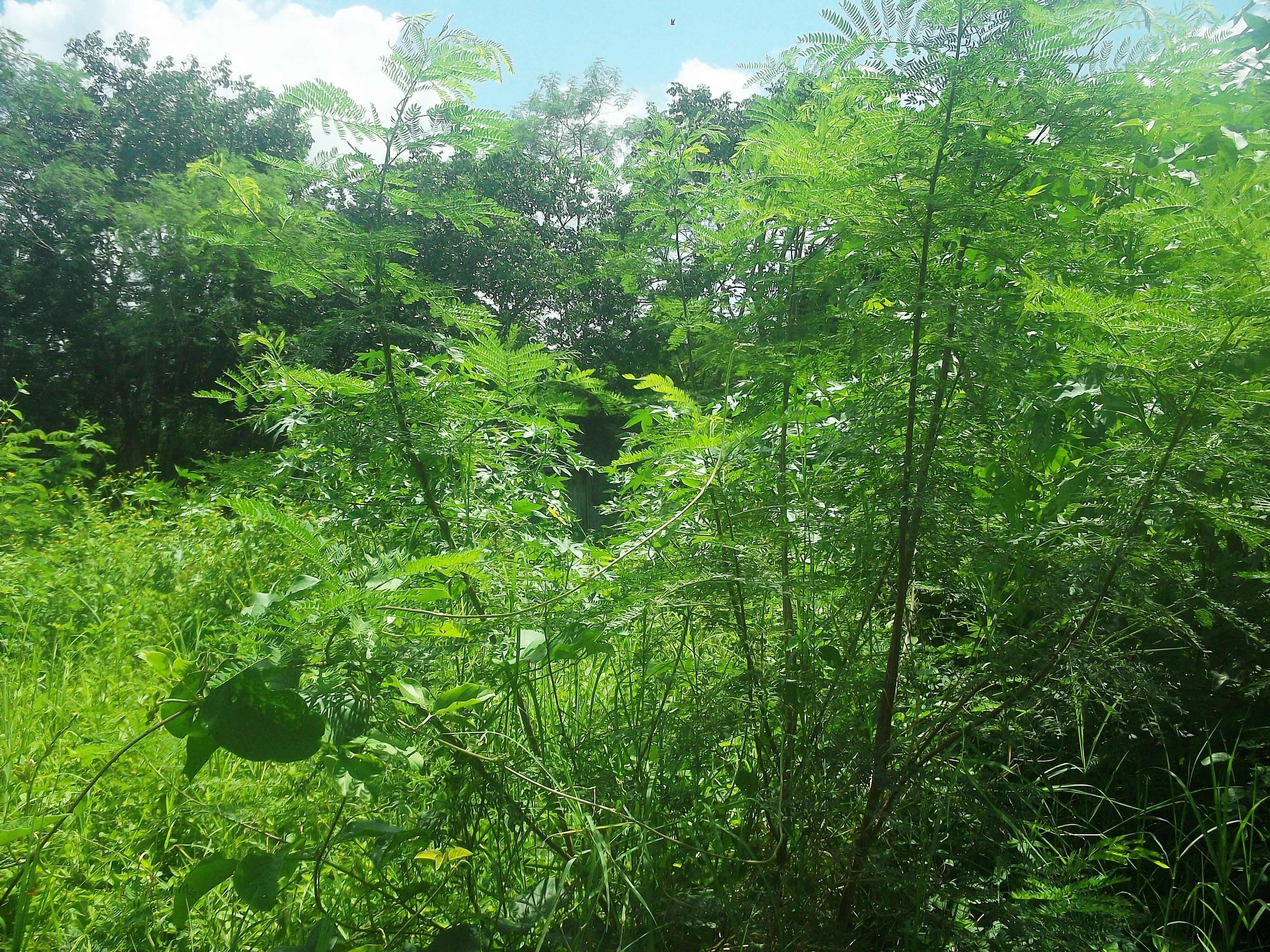
Vivienda de San Juan Hau.
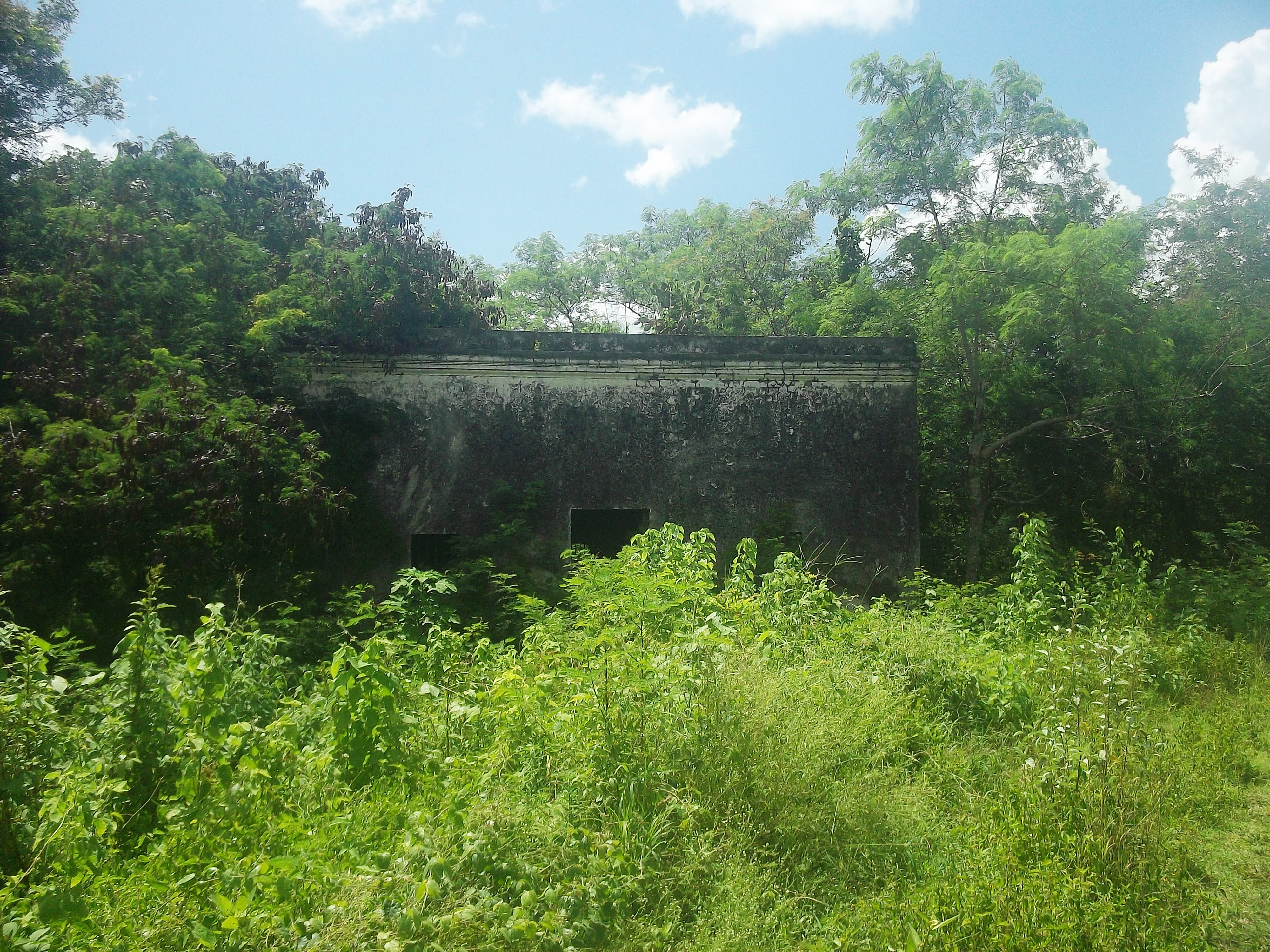
Vivienda de San Juan Hau.
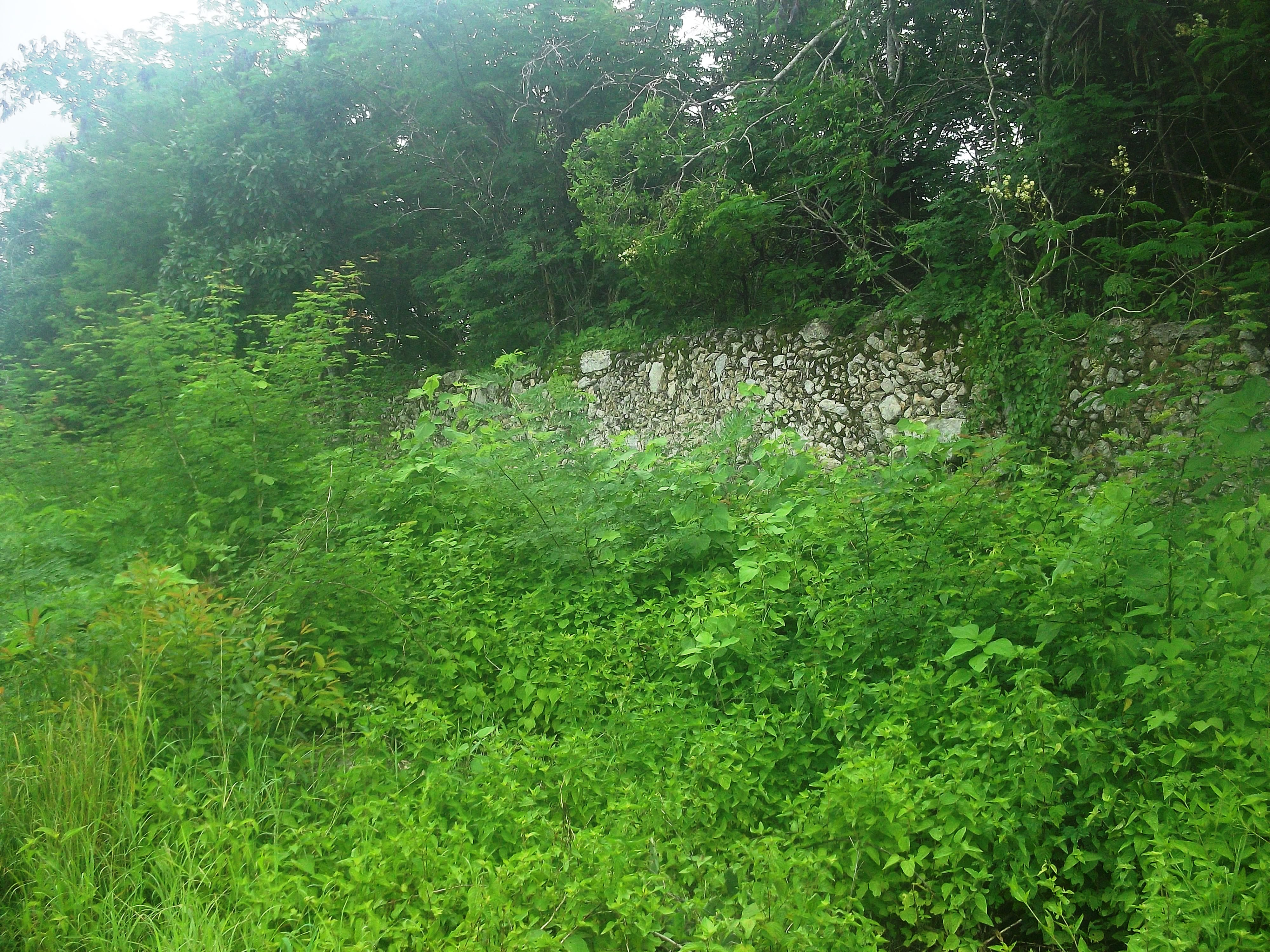
Muro de San Juan Hau.
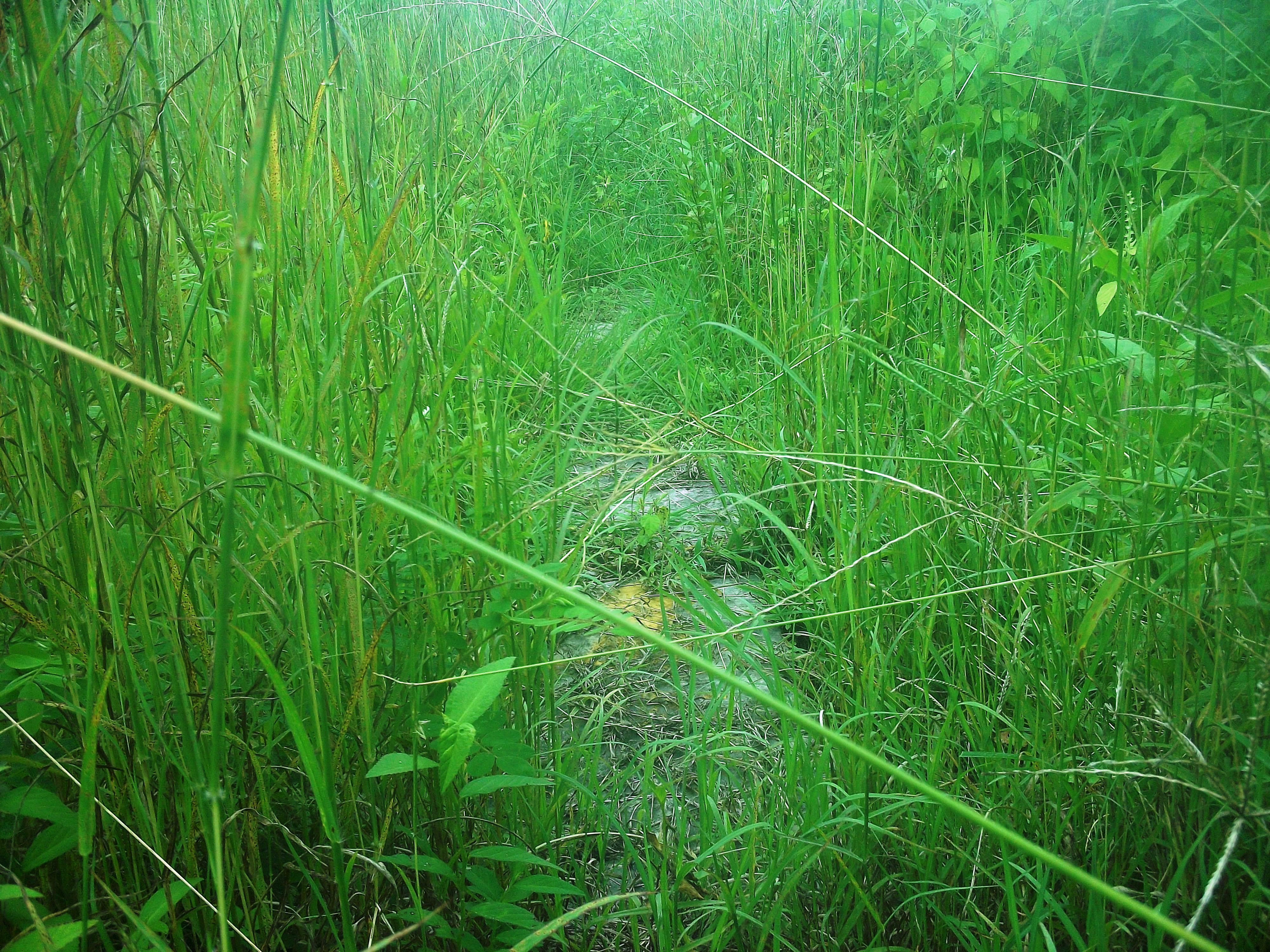
Pedraplén del tranvía a San Juan Hau.
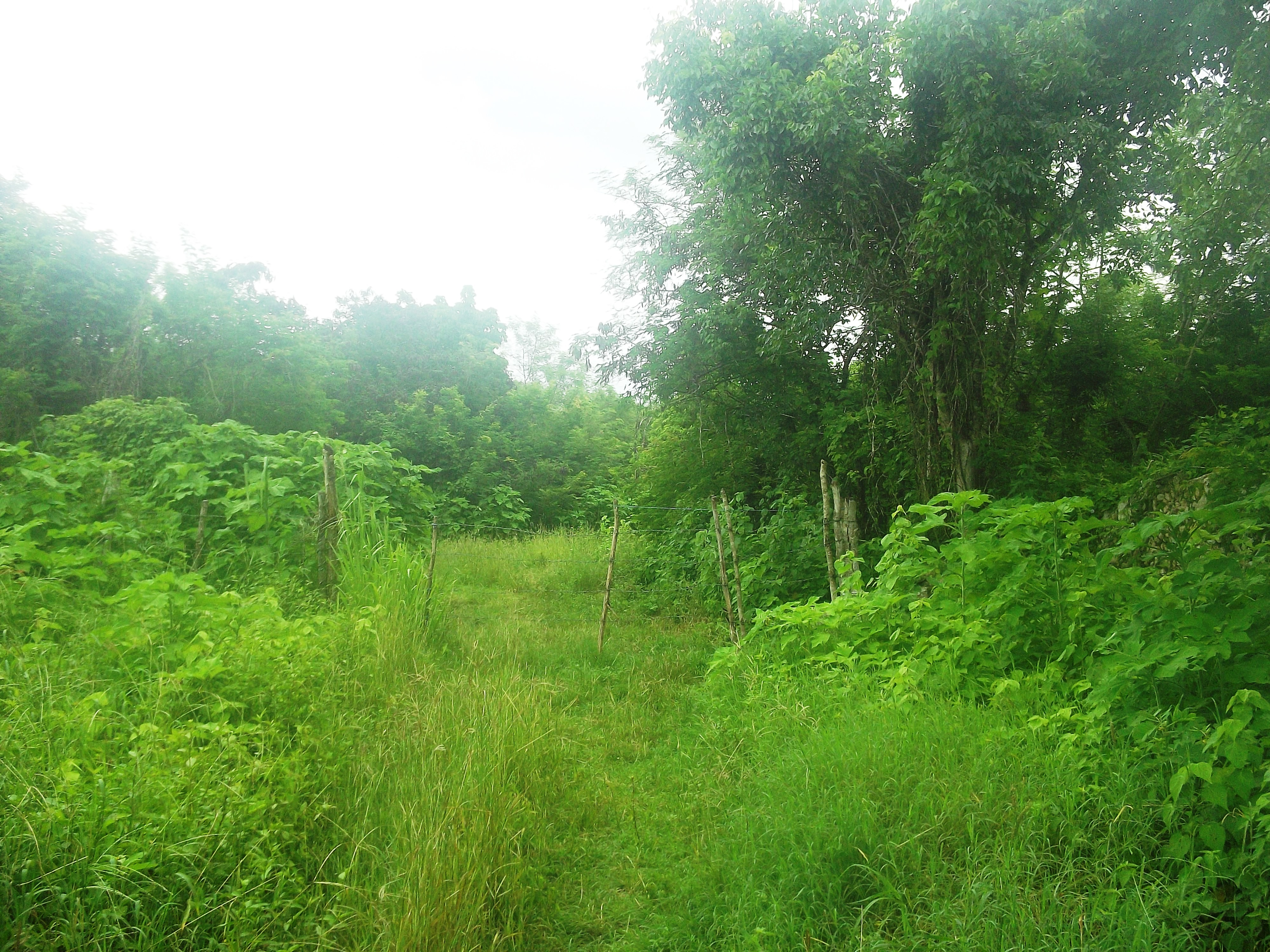
Entrada a San Juan Hau.
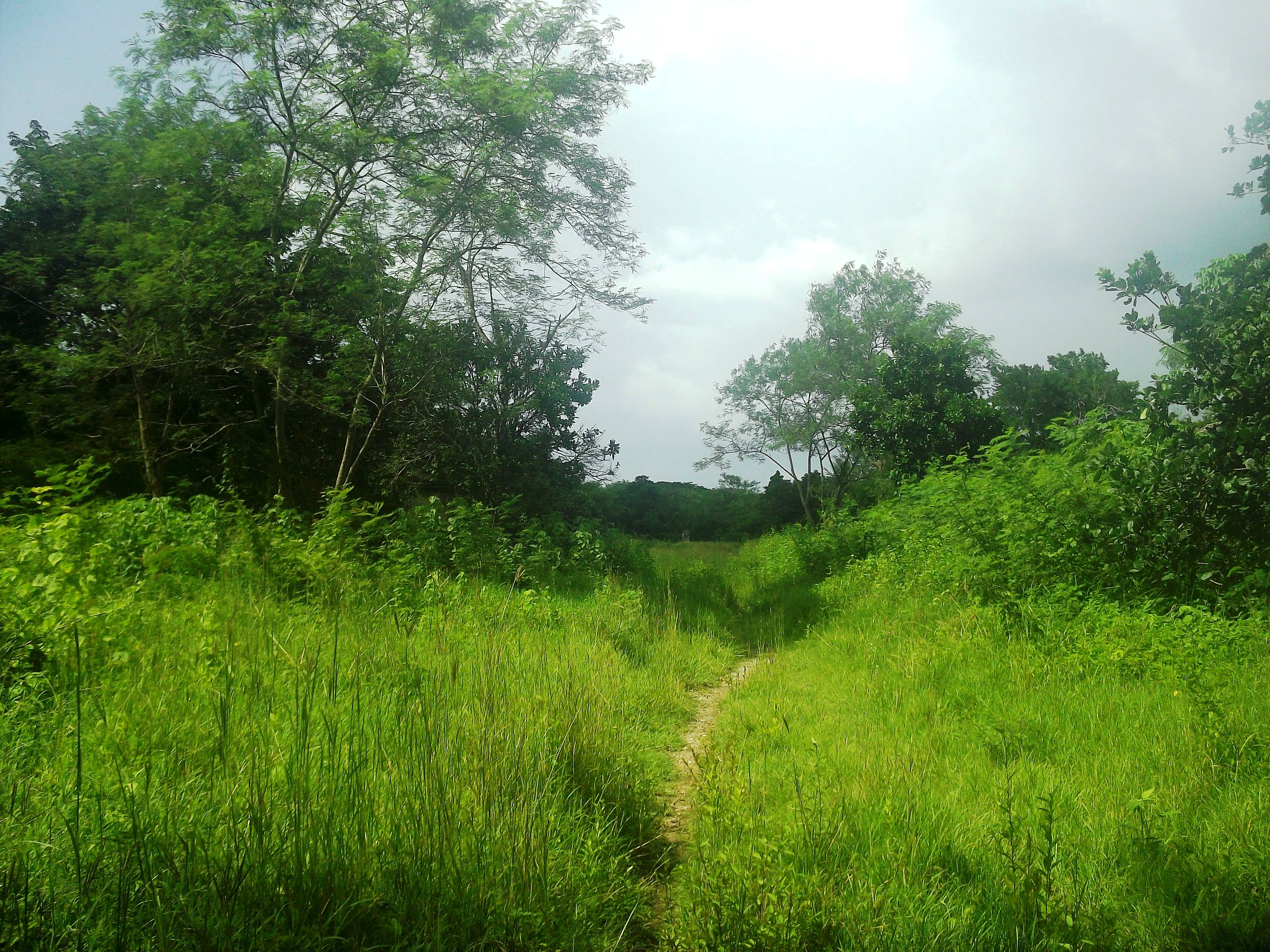
Entrada a San Juan Hau.
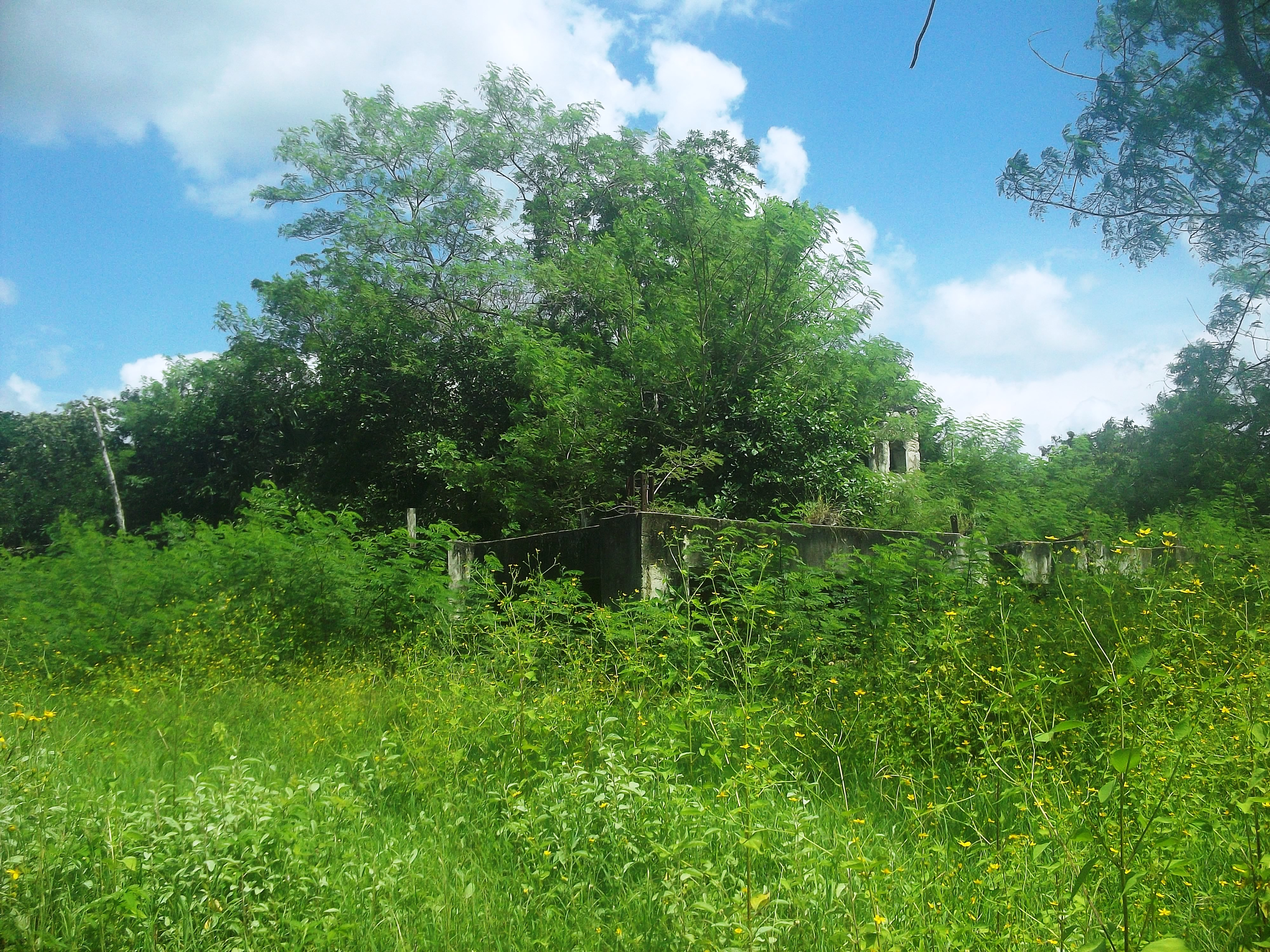
Maquinaria de San Juan Hau.
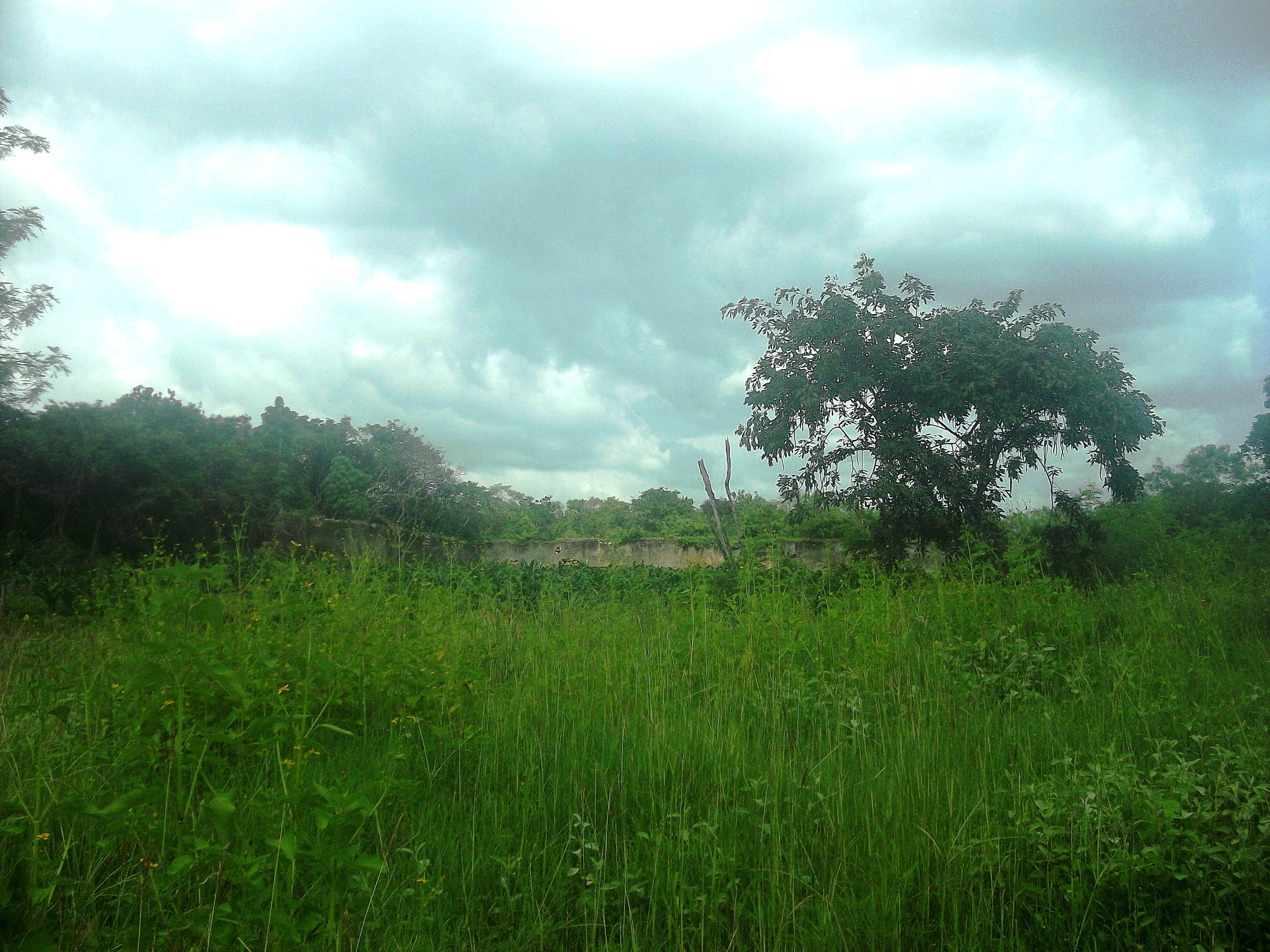
Solar principal de San Juan Hau.
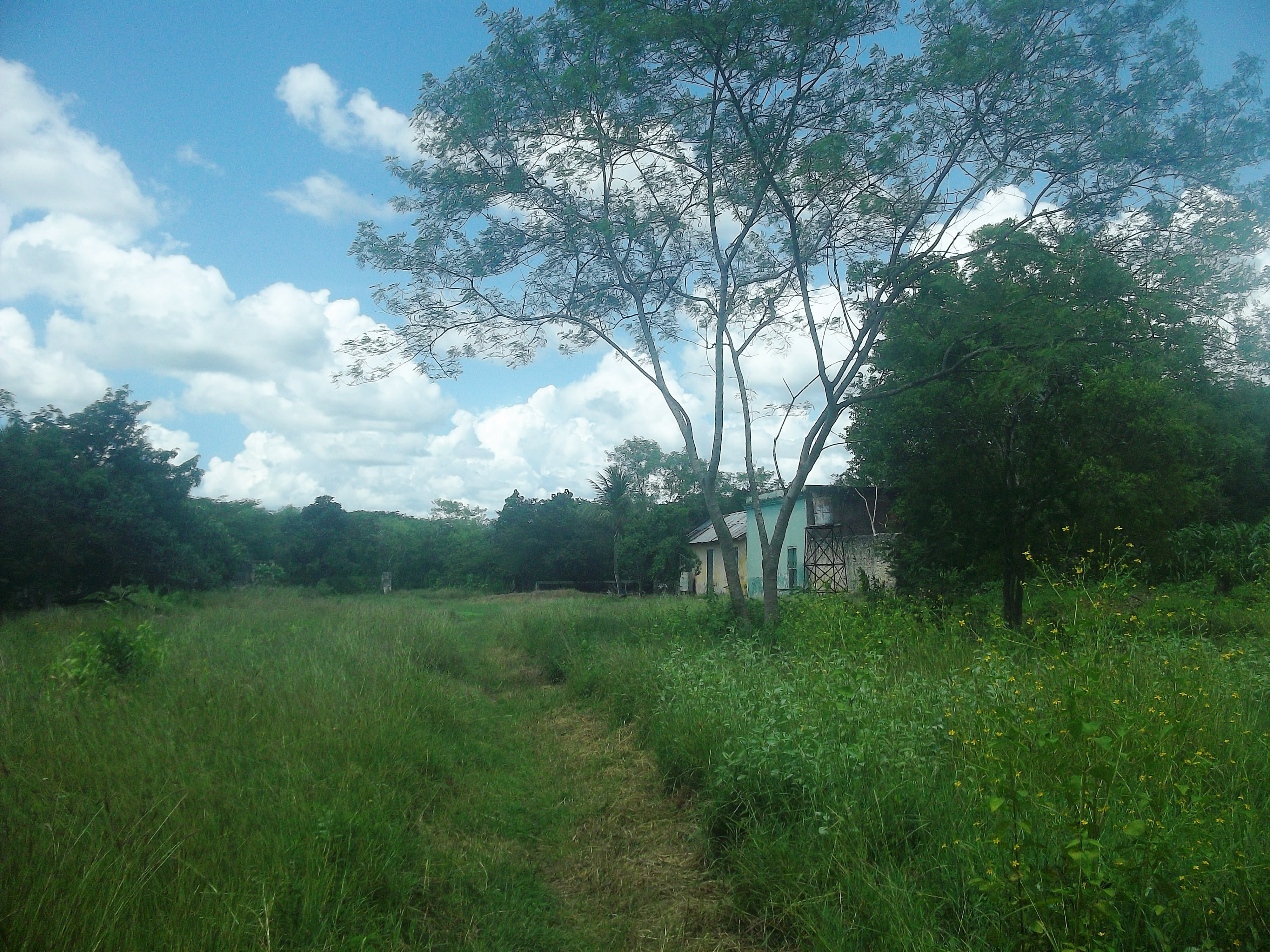
Solar principal de San Juan Hau.
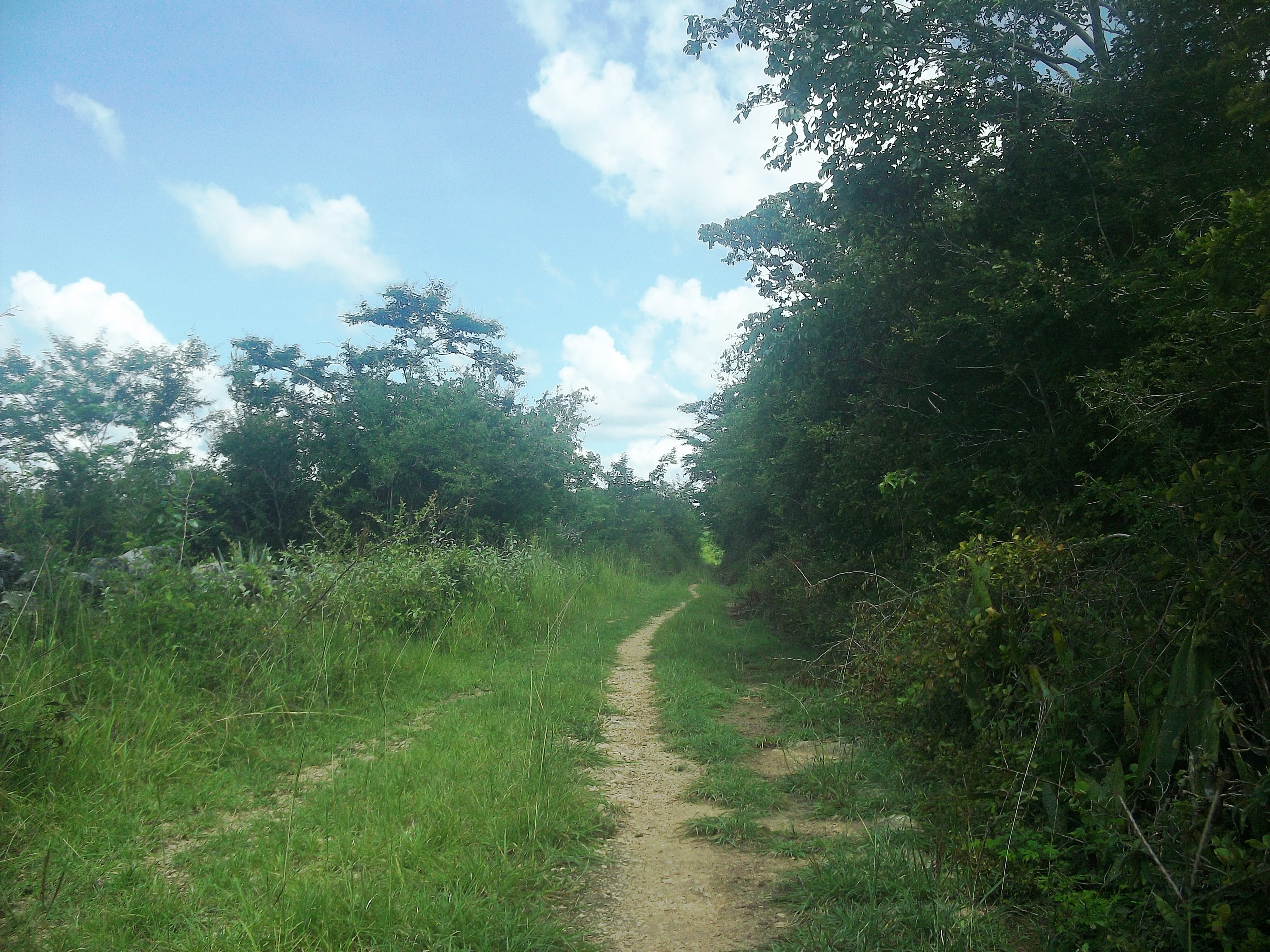
Camino a la hacienda San Juan Hau.
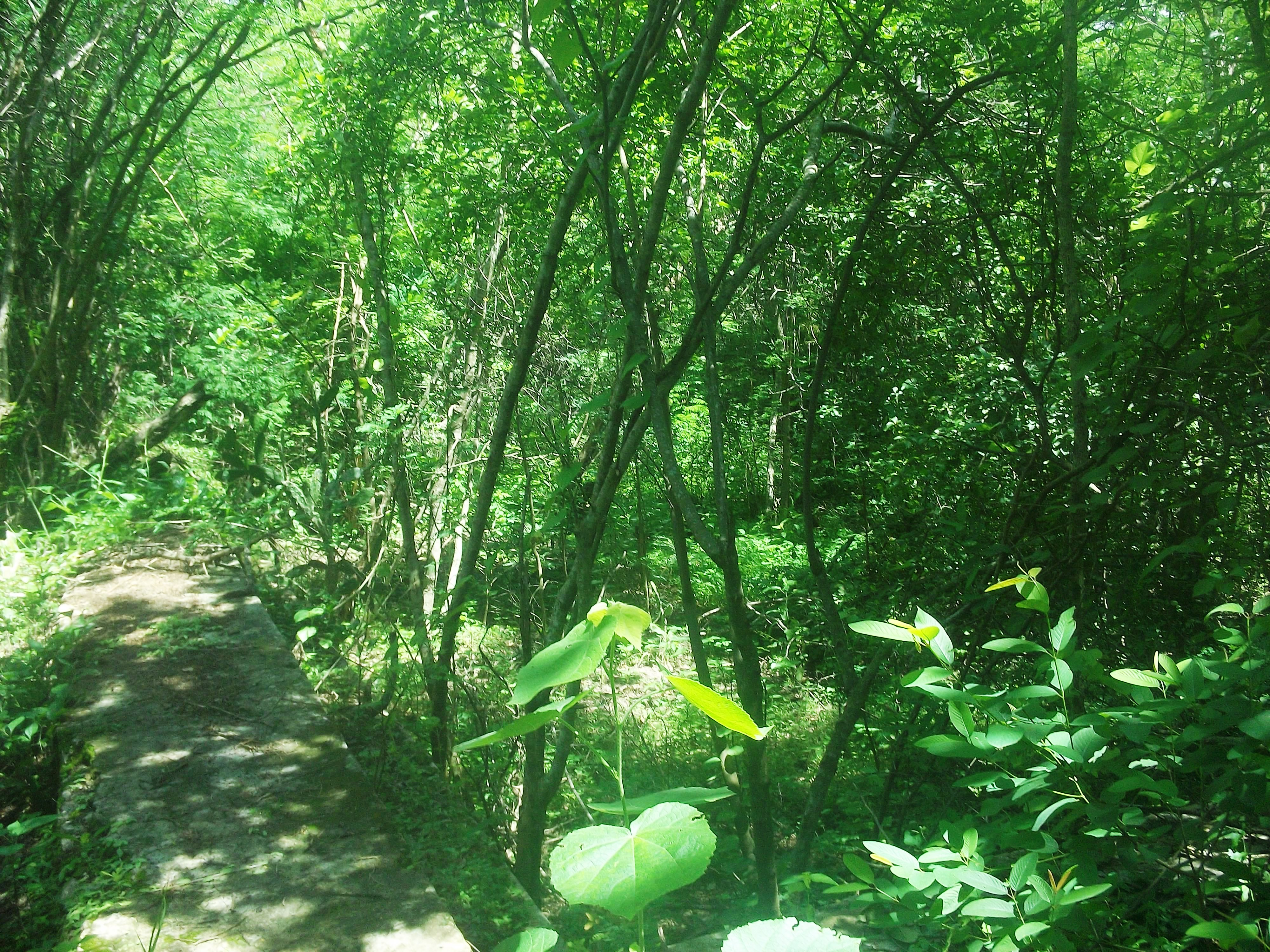
Corral de San Juan Hau.
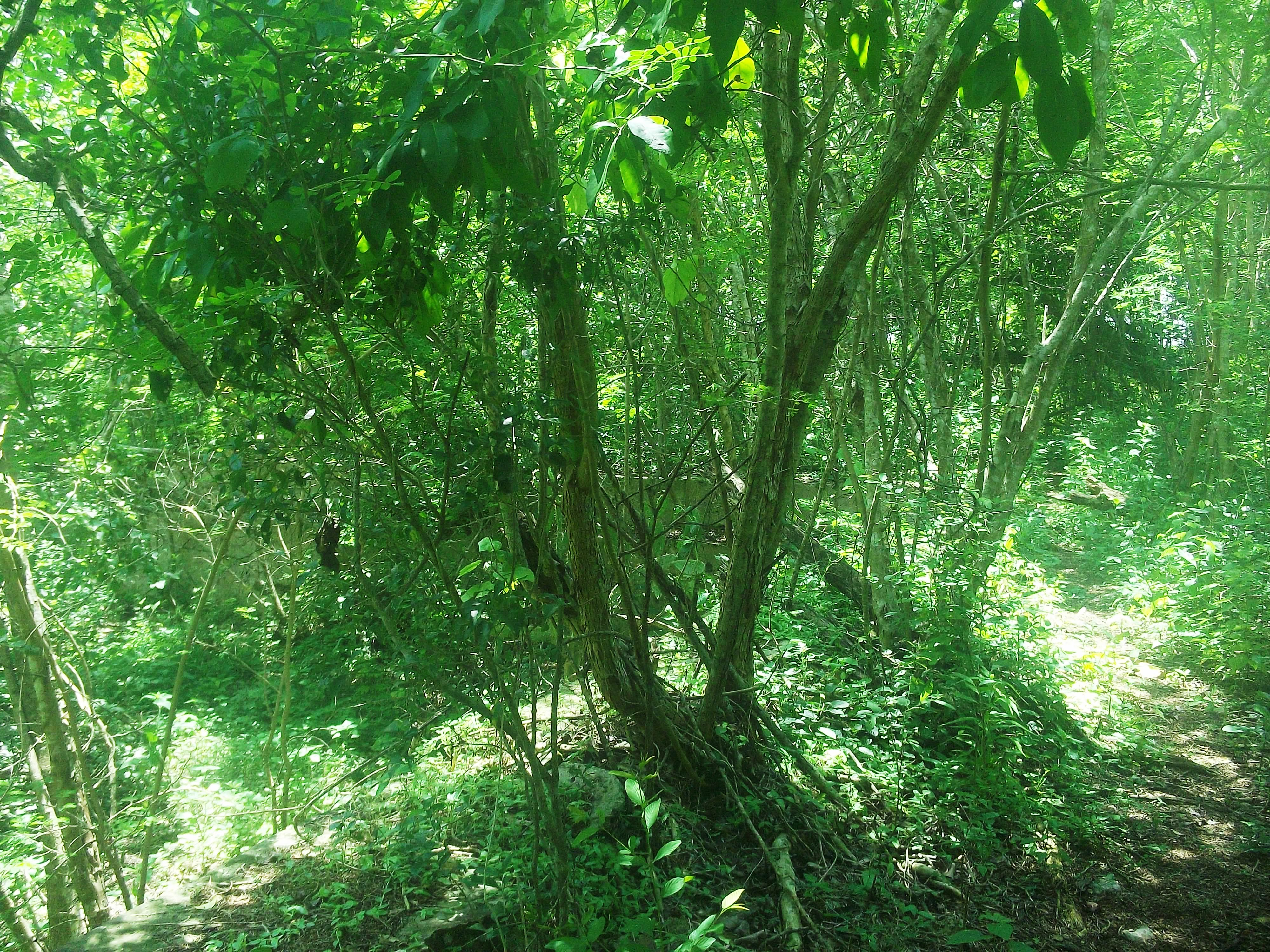
Corral de San Juan Hau.
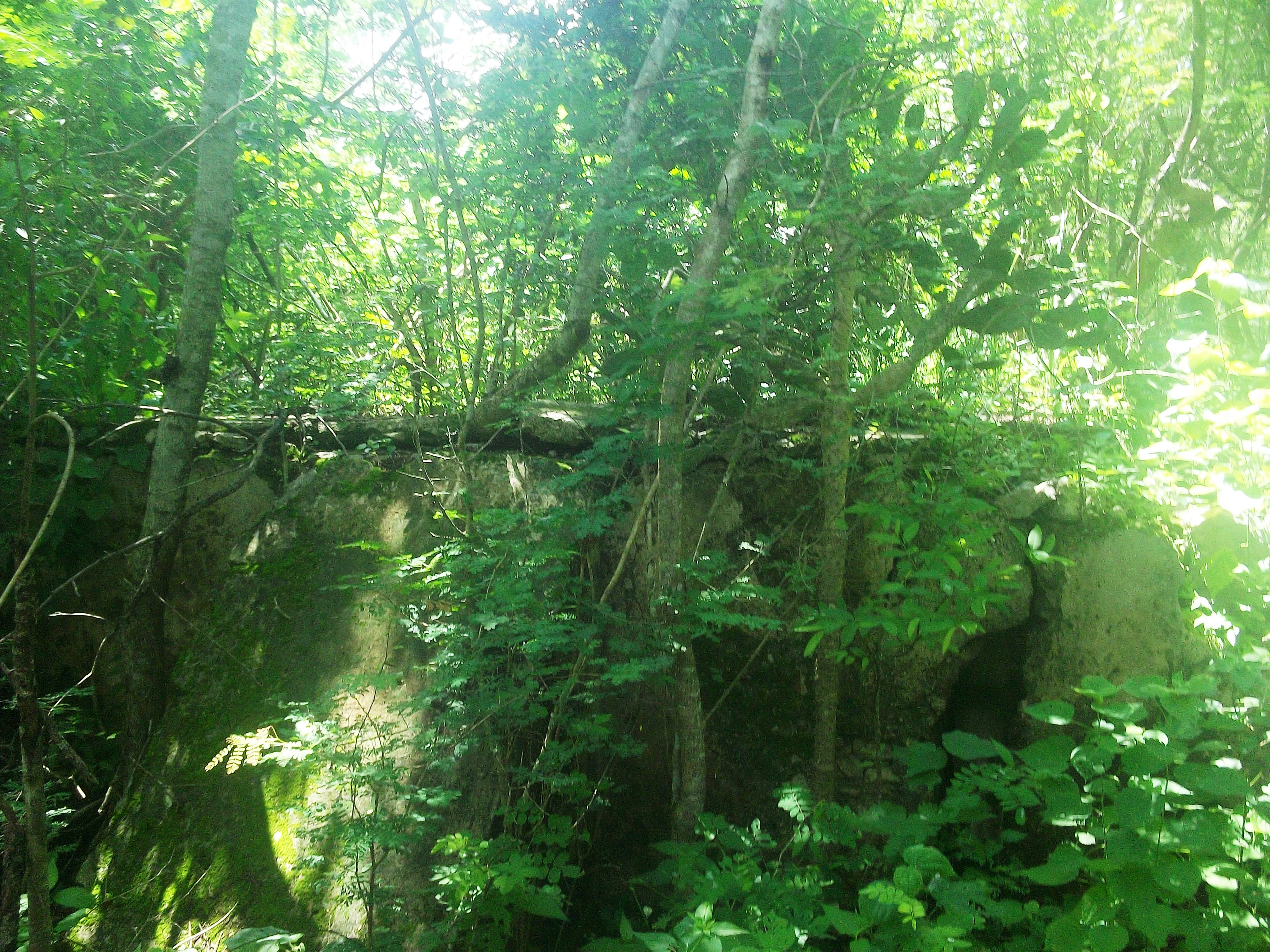
Corral de San Juan Hau.
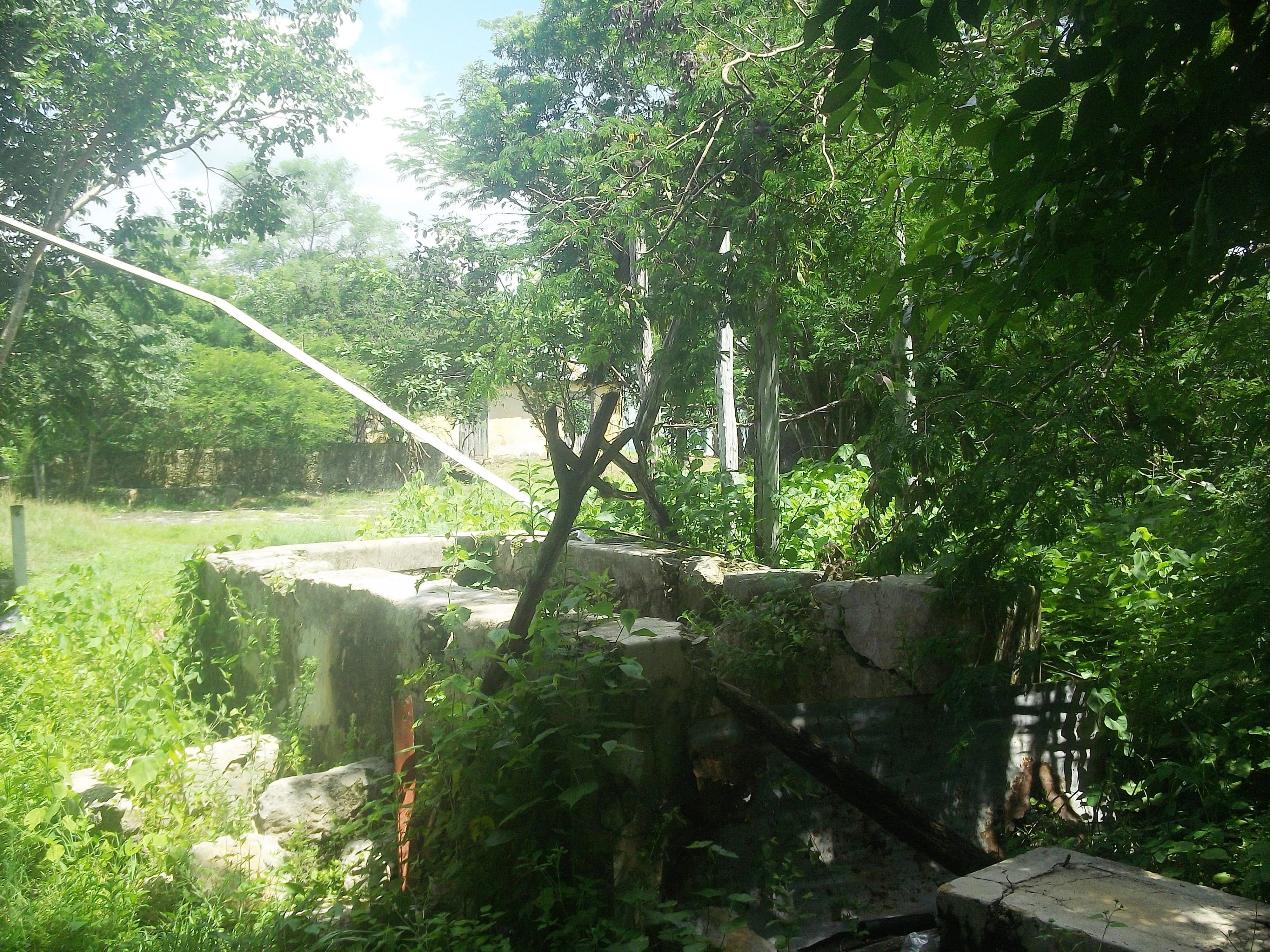
Bebedero de San Juan Hau.
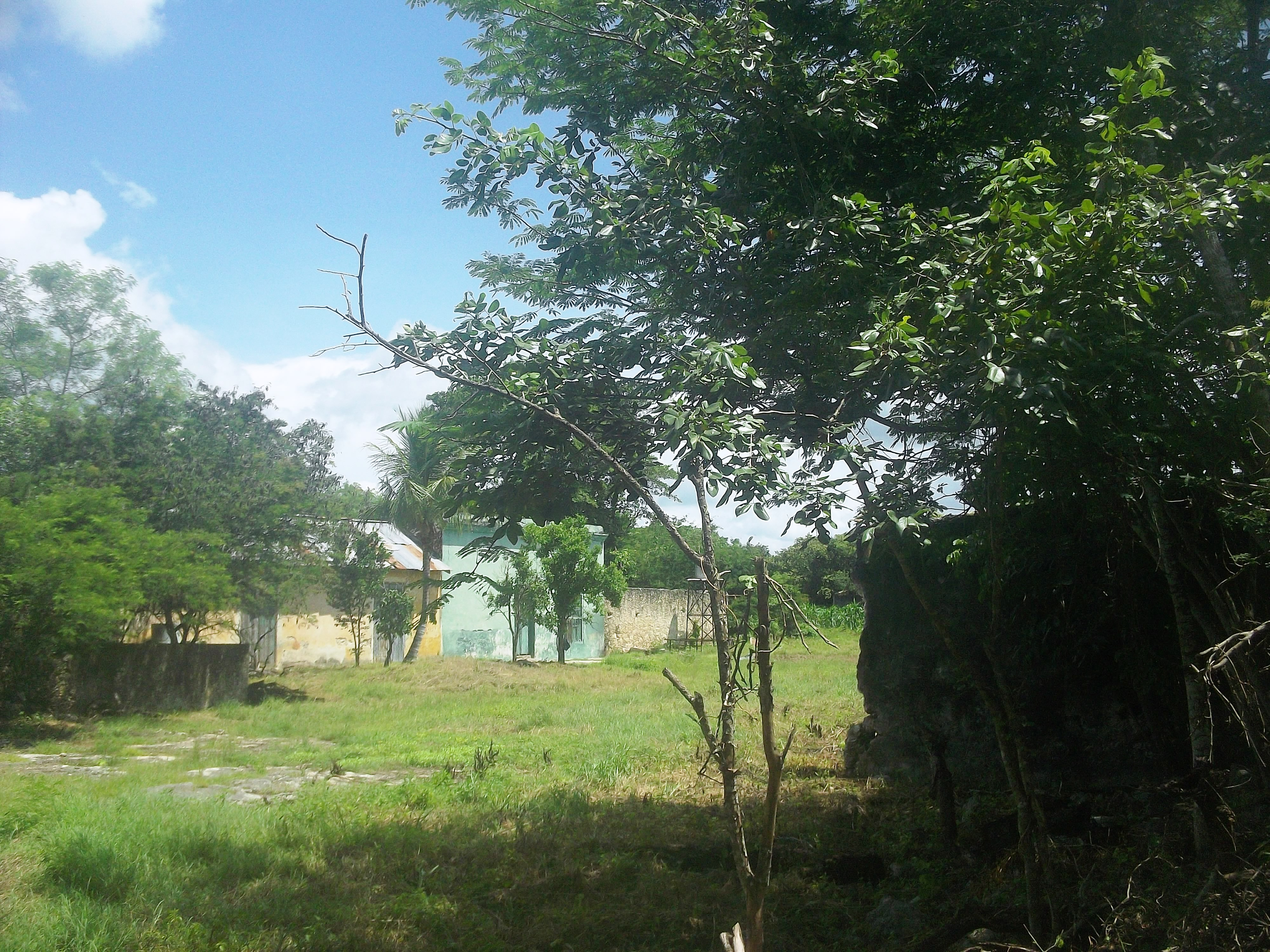
Solar principal de San Juan Hau.
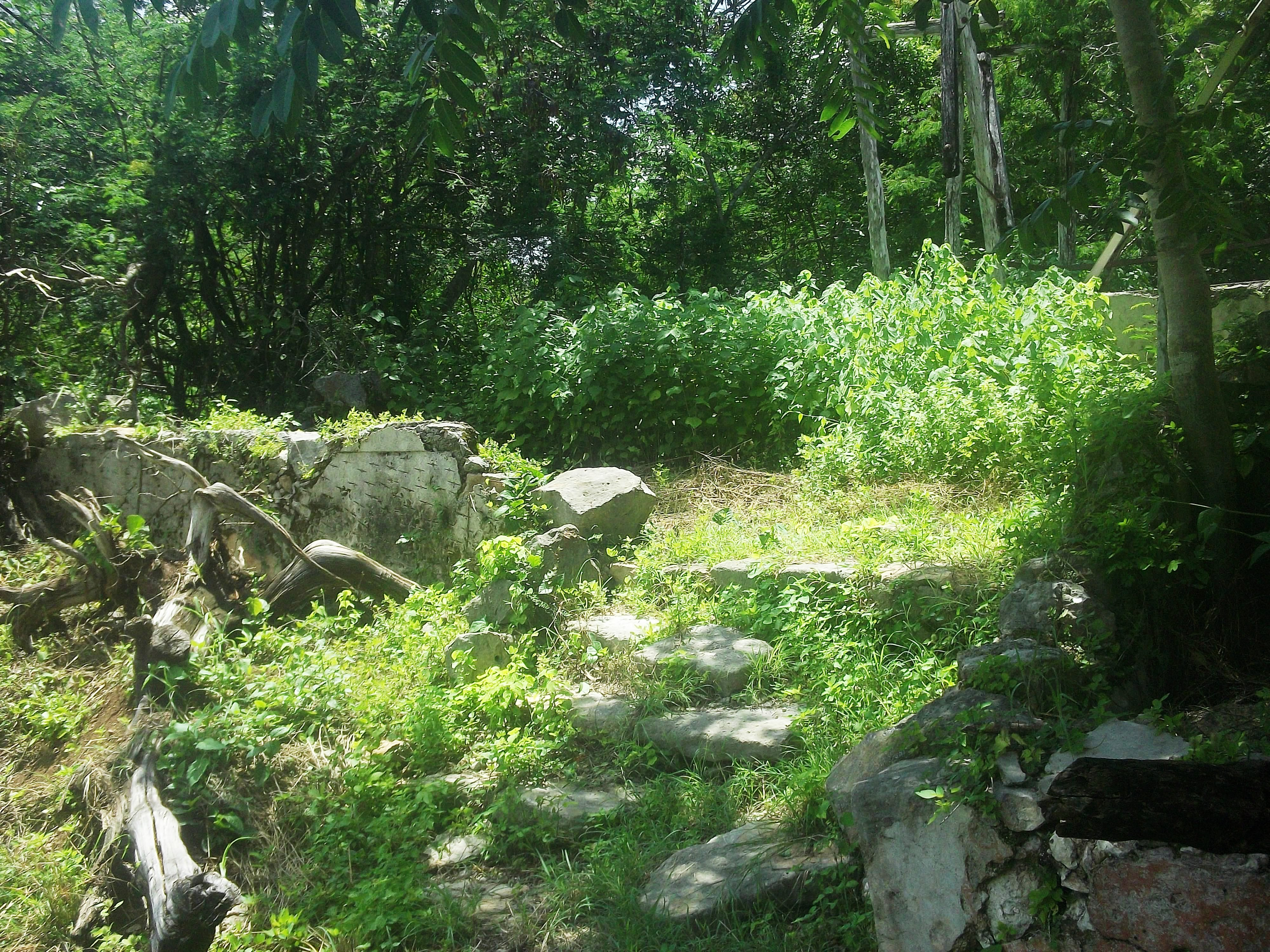
Escalones de San Juan Hau.
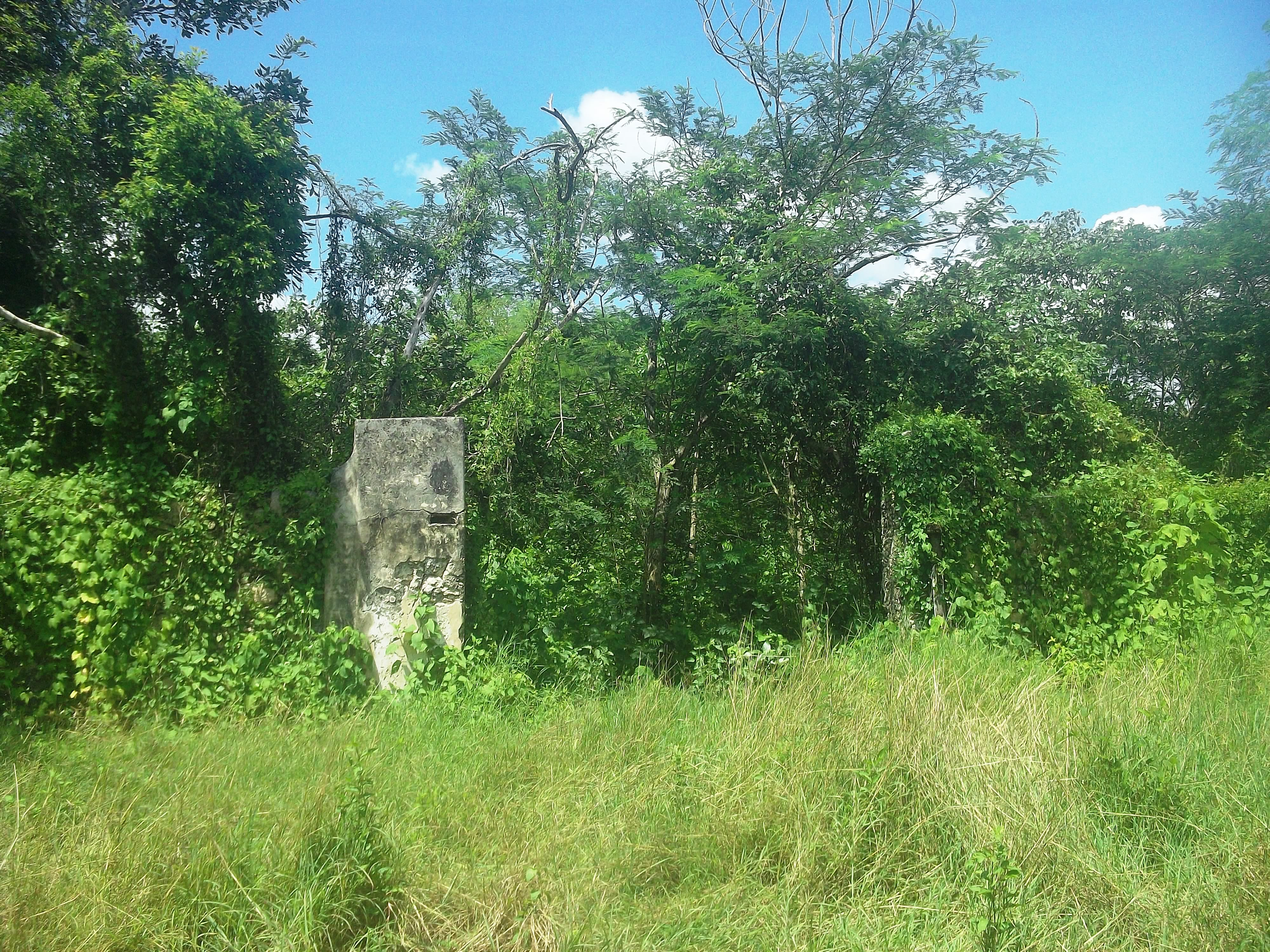
Entrada a San Juan Hau.
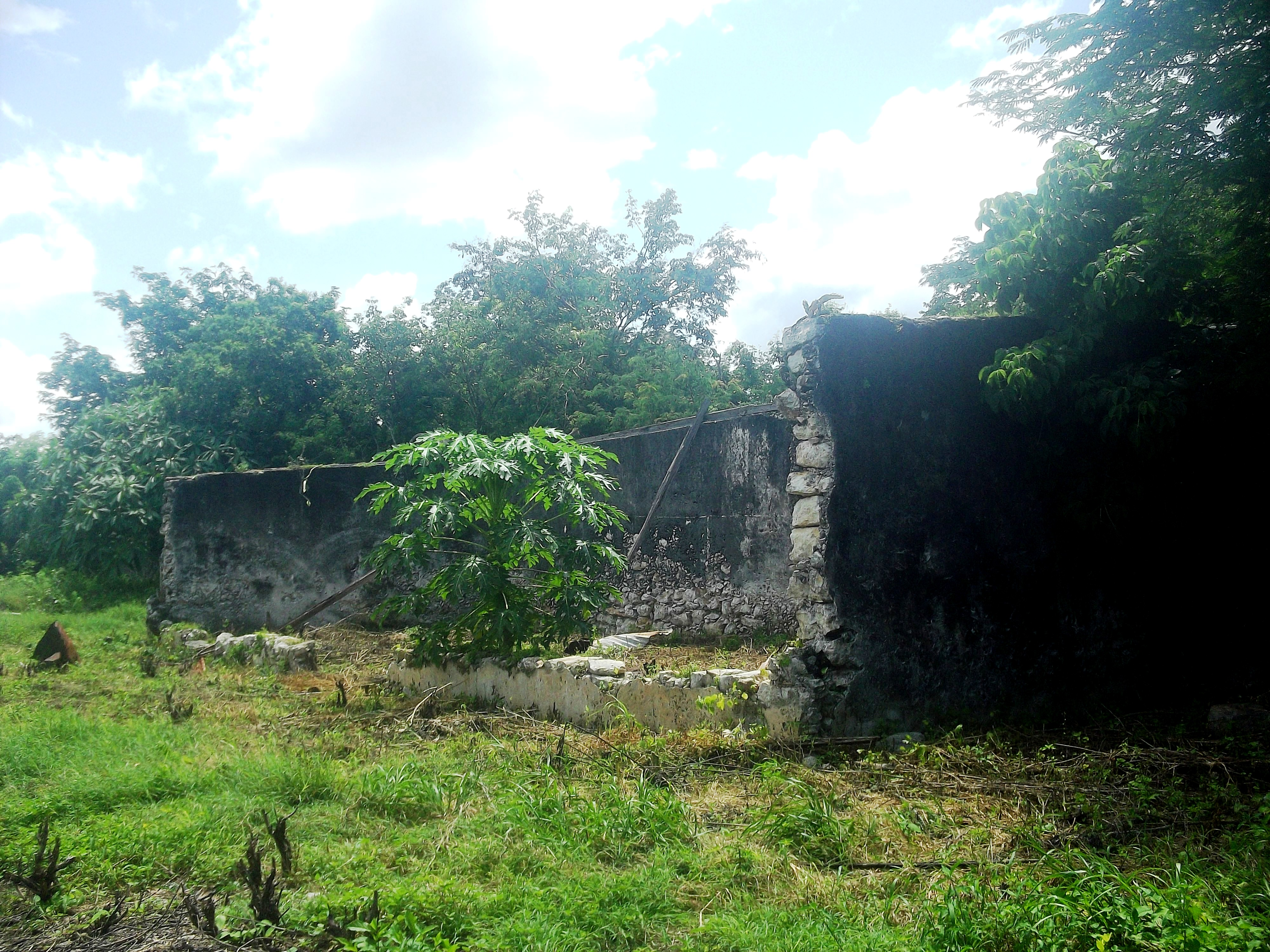
Almacén de San Juan Hau.
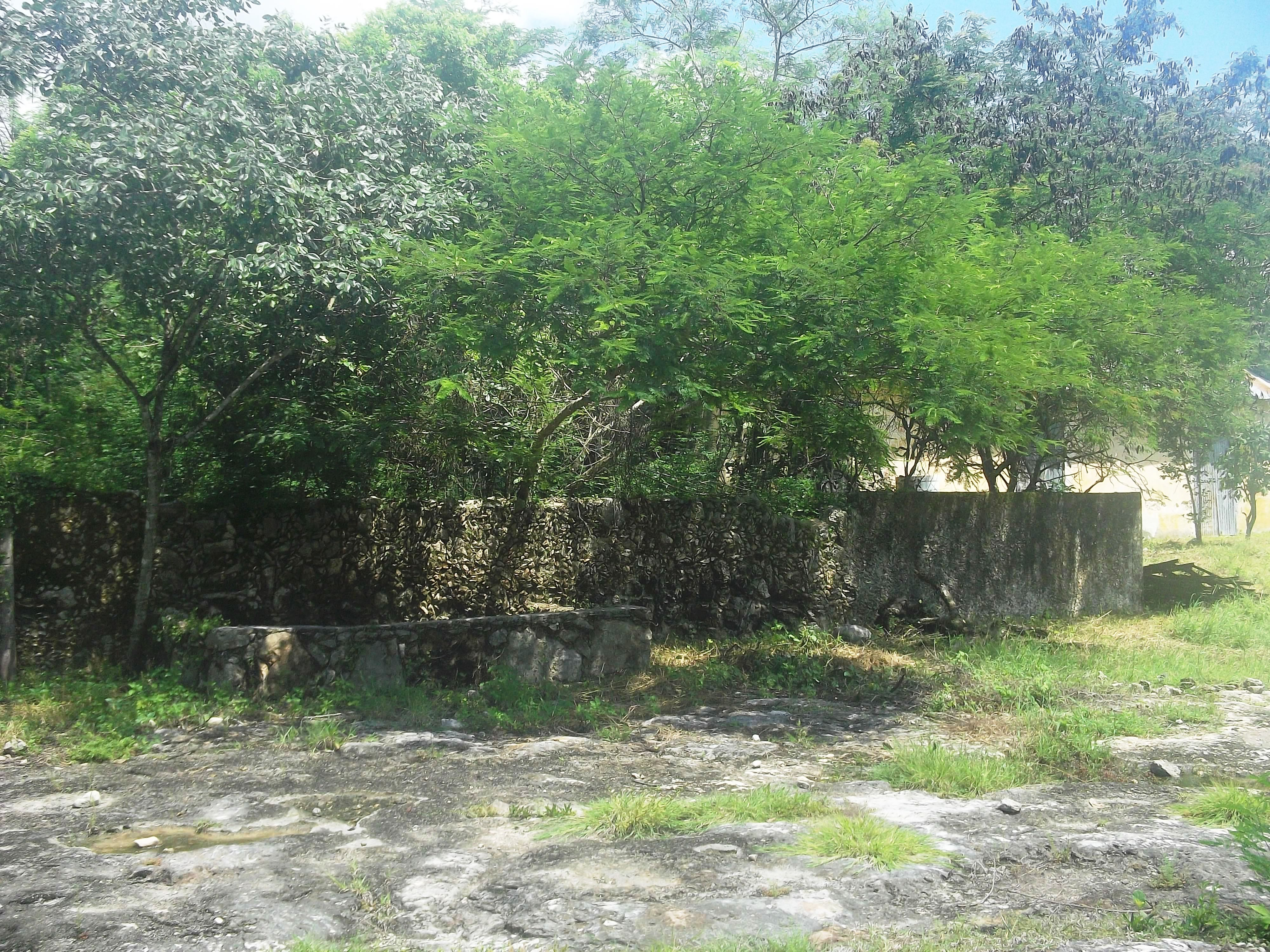
Bebedero de San Juan Hau.
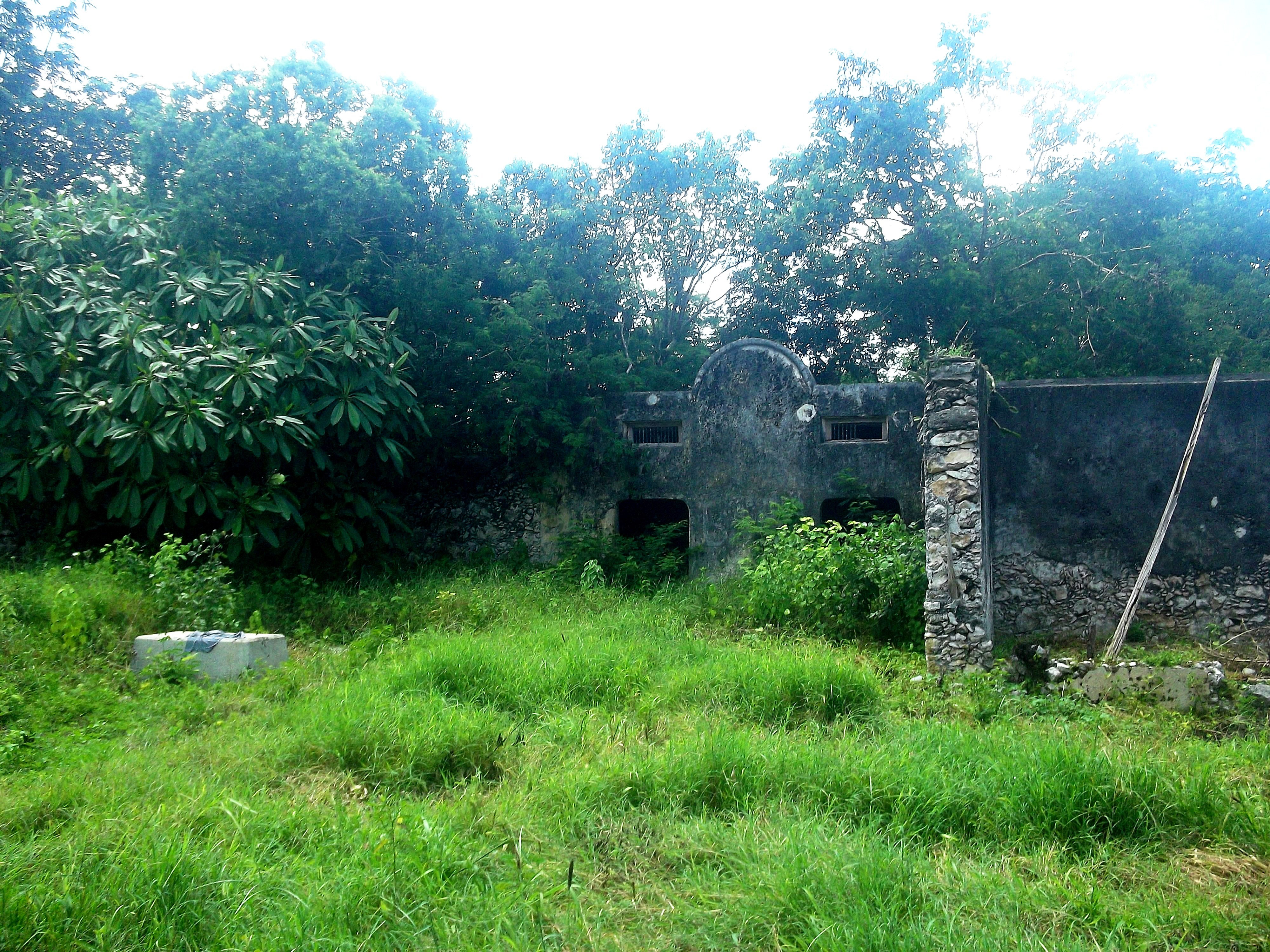
Bodegas de San Juan Hau.
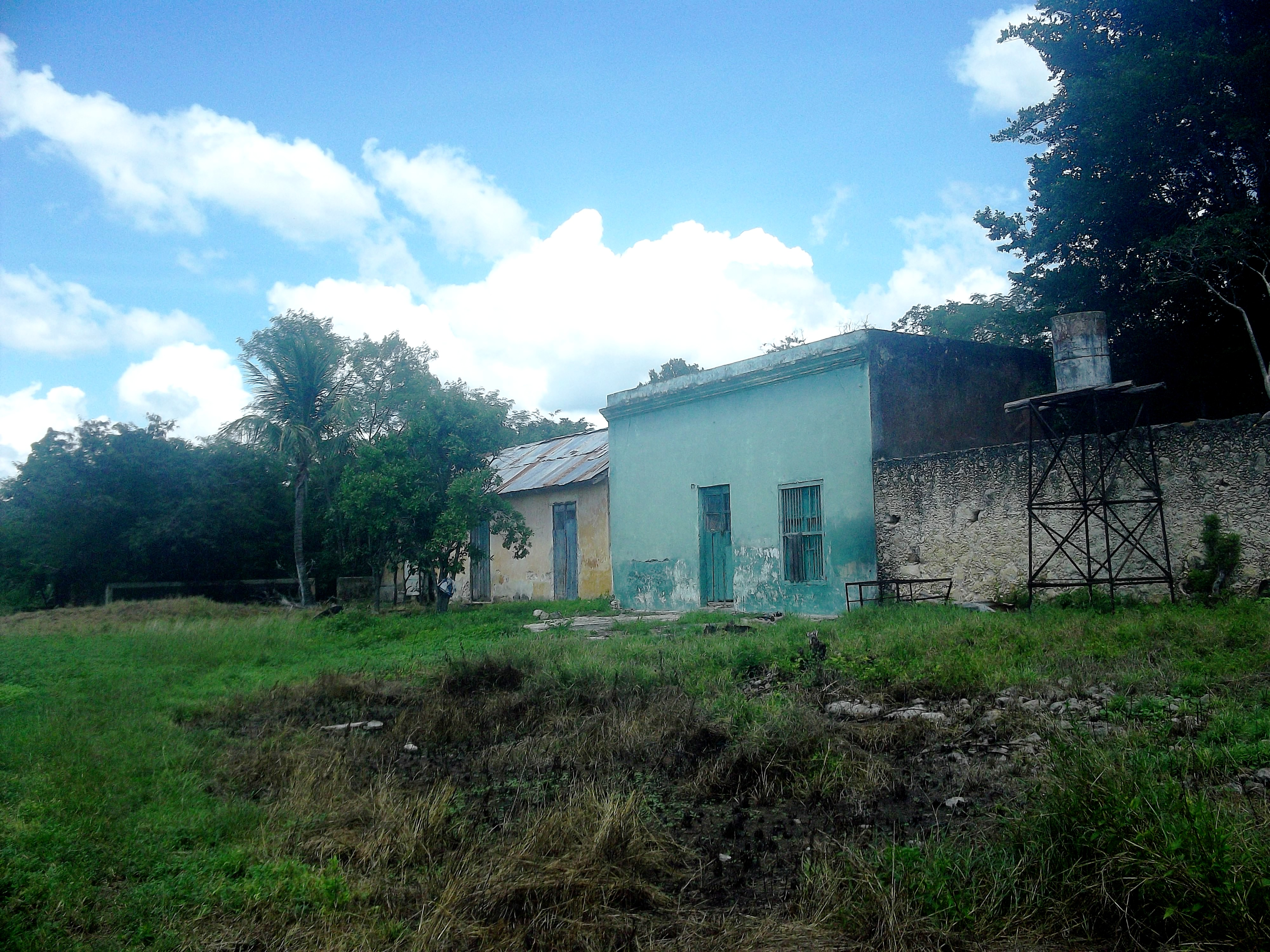
Solar principal de San Juan Hau.
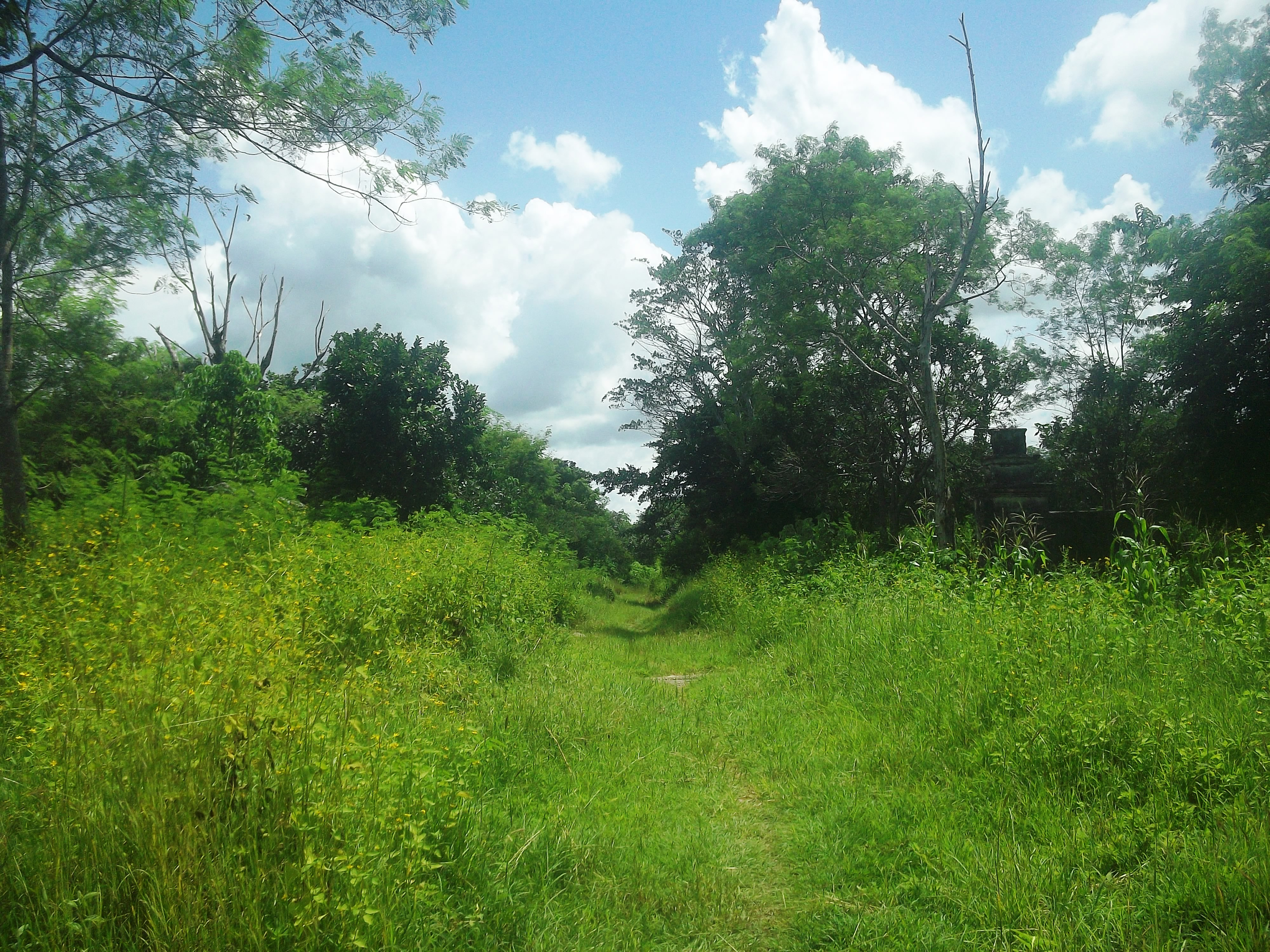
Entrada a San Juan Hau.
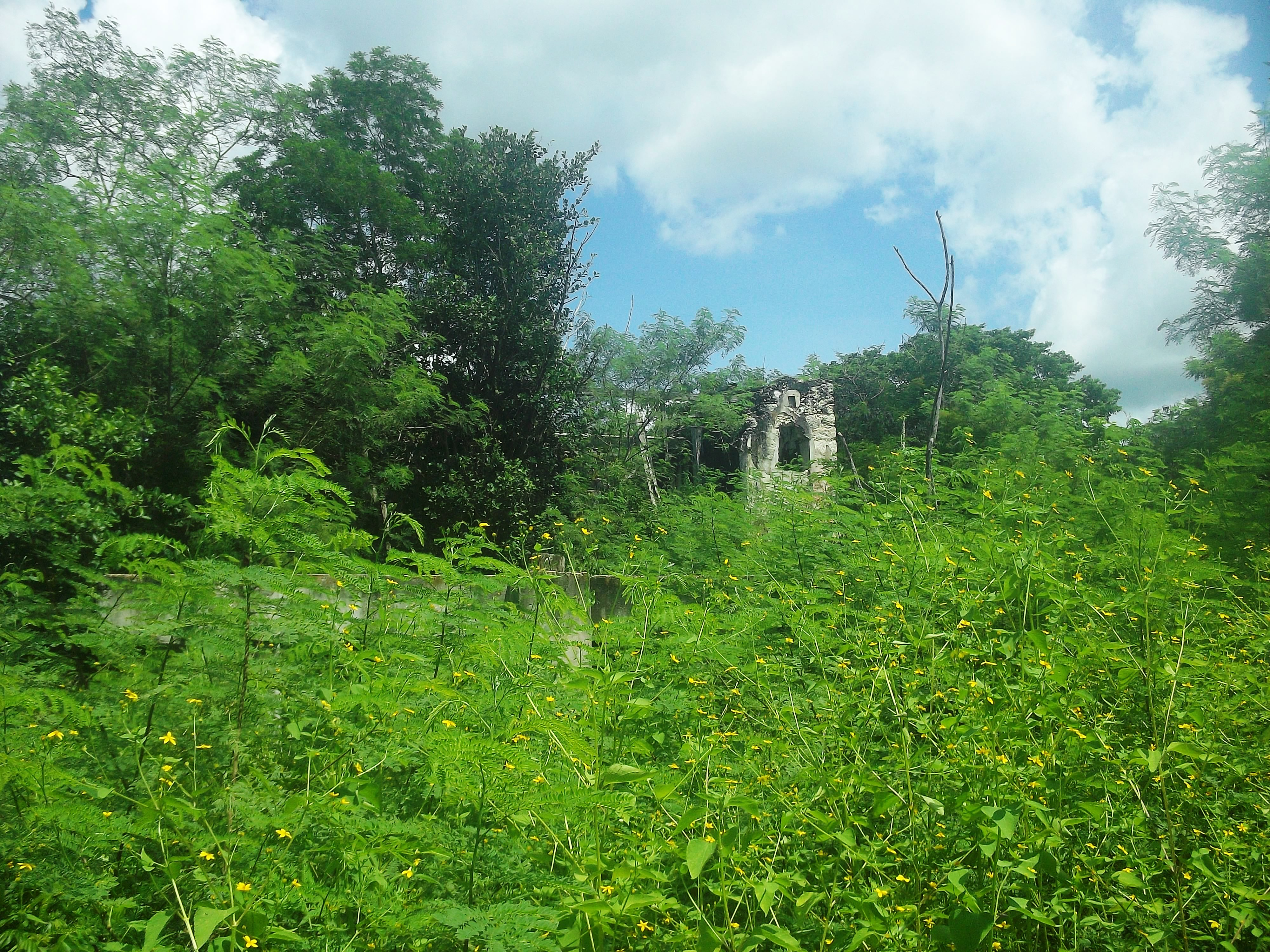
Maquinaria de San Juan Hau.
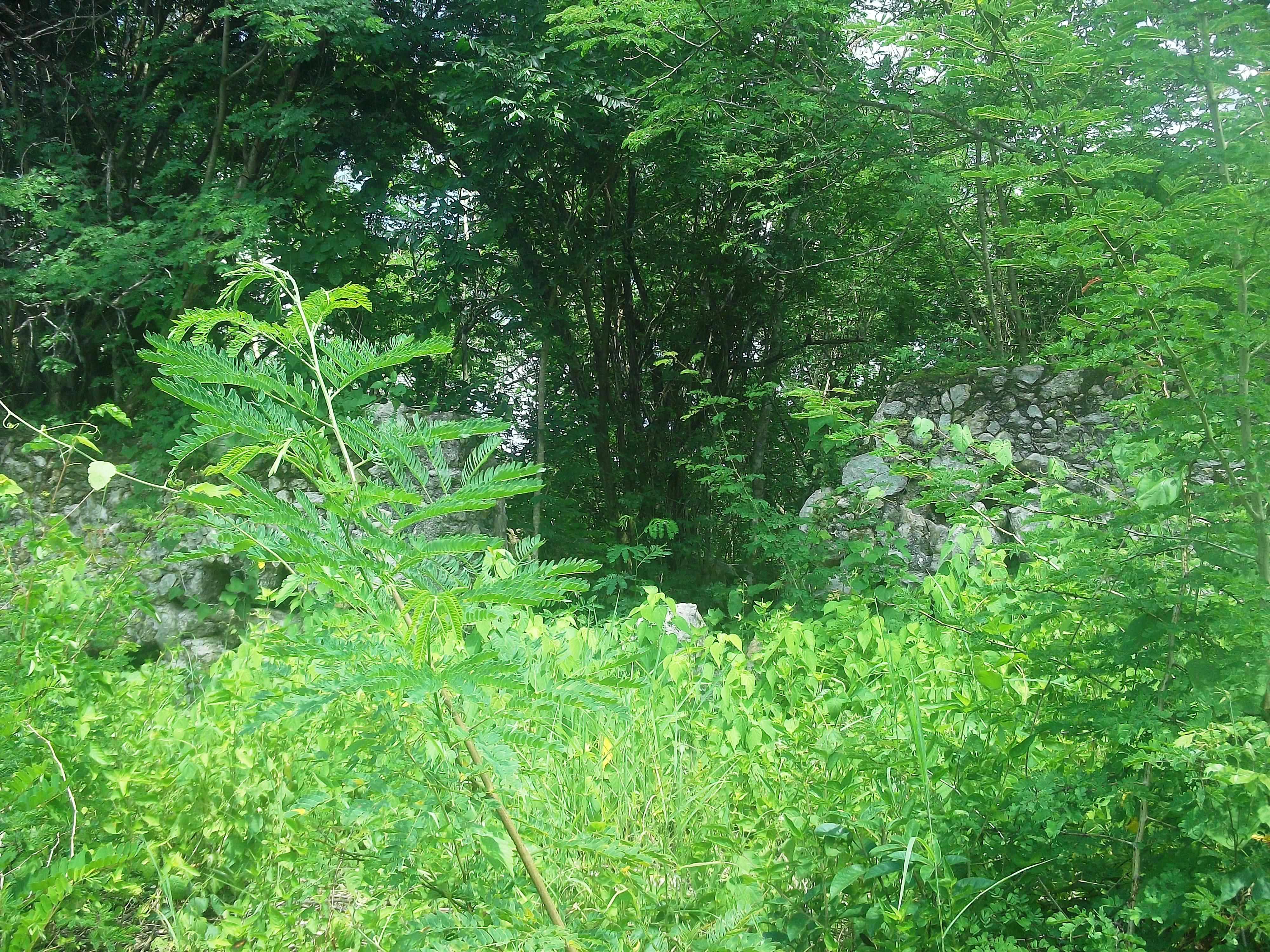
Muros de San Juan Hau.
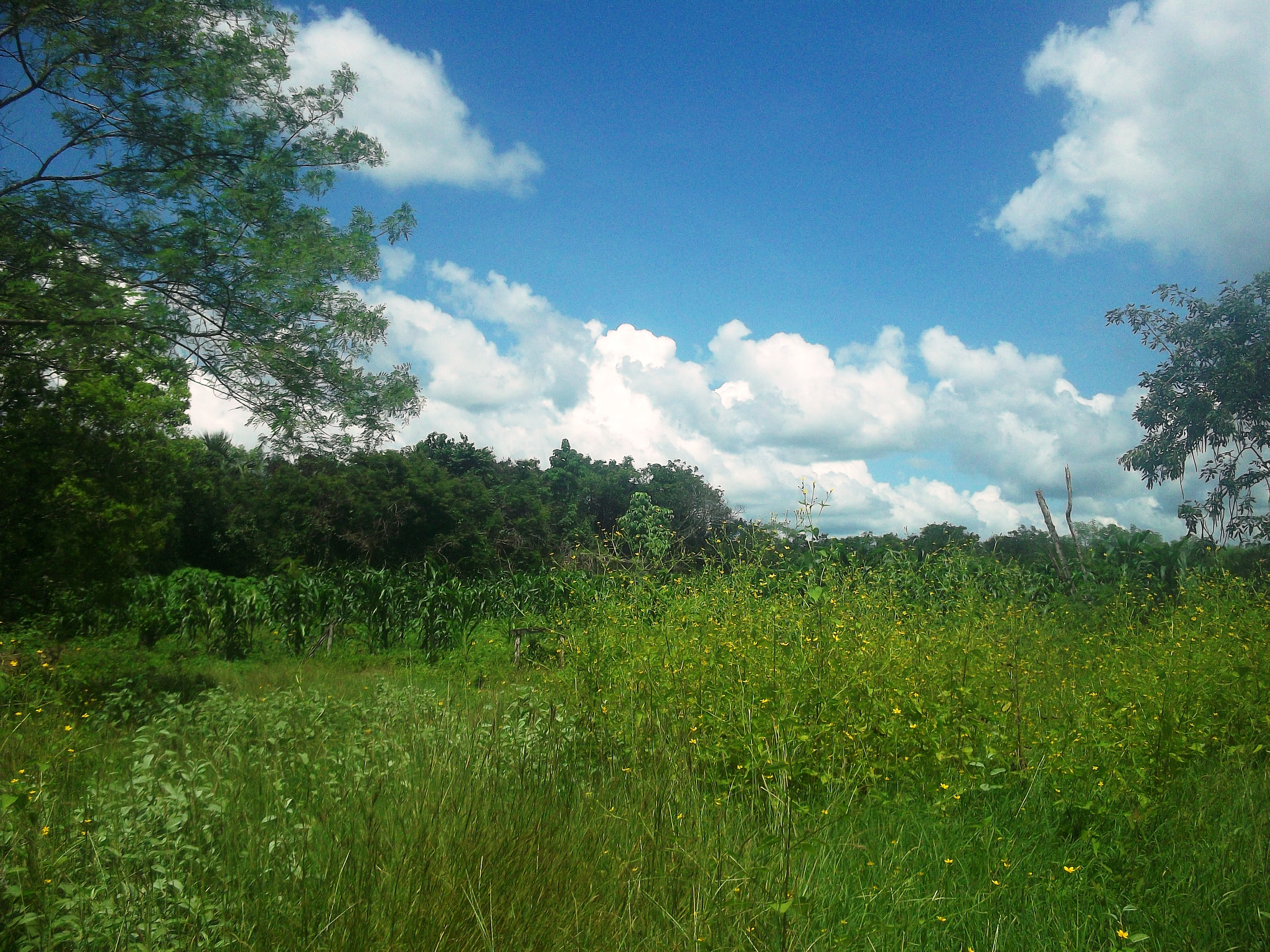
Corral de San Juan Hau.
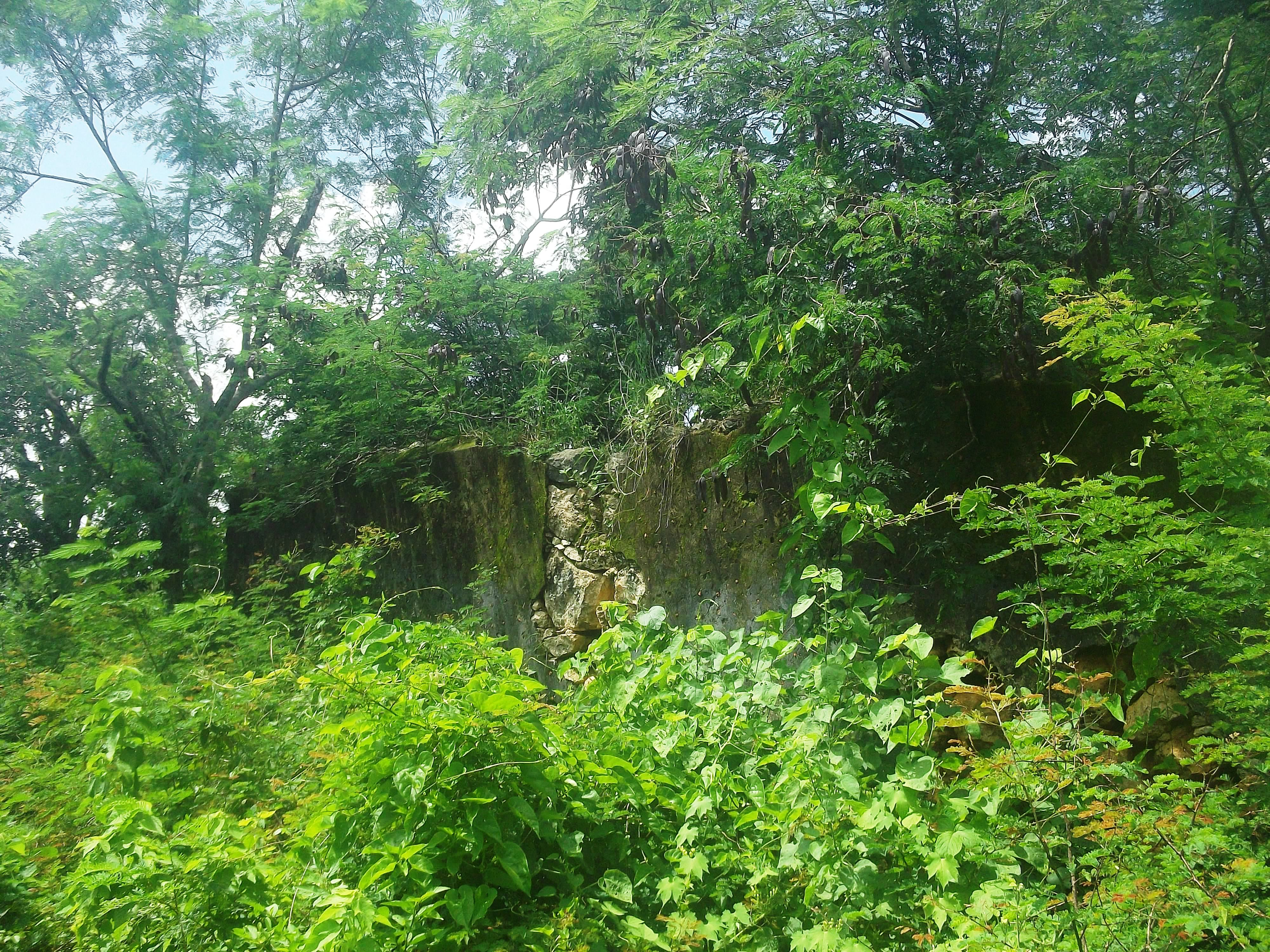
Corral de San Juan Hau.